# Elio e le Storie Tese
Elio e le Storie Tese (talvolta abbreviato in EelST o Elii) è un gruppo musicale italiano di Milano, fondato da Stefano "Elio" Belisari nel 1980.
Il gruppo ha conosciuto, nel tempo, una popolarità sempre crescente, alimentata prima dalla circolazione di registrazioni bootleg dei loro spettacoli in locali come il Magia Music Meeting e lo Zelig di Milano, poi dalla pubblicazione dei primi album e dalle numerose apparizioni in televisione (Lupo solitario e L'araba fenice su Italia 1, al seguito della Gialappa's Band in Mai dire Gol o di Claudio Bisio a Zelig).
Apprezzati e conosciuti particolarmente da un pubblico giovane, nel 1996 divennero famosi a livello nazionale per la loro prima partecipazione al Festival di Sanremo, classificandosi secondi col brano La terra dei cachi e vincendo il premio della critica "Mia Martini". Nel 1999 ricevono a Dublino il premio come best italian act agli European Music Awards di MTV e nel 2003 il premio "miglior videoclip" agli Italian Music Awards della FIMI per Shpalman®. Nel 2011 sono stati incoronati da Rockol e dai suoi lettori come "artisti italiani del decennio 2001/2010". Nel 2012 vincono il referendum promosso dal Meeting delle etichette indipendenti, che li elegge artisti simbolo della musica indipendente italiana. Tutti i loro album sono diventati disco d'oro in Italia. Il disco Elio Samaga Hukapan Kariyana Turu si è classificato quindicesimo nella lista dei migliori dischi italiani di tutti i tempi redatta dalla rivista specializzata Rolling Stone. Nel 2013 partecipano per la seconda volta in carriera al Festival di Sanremo, dopo 17 anni d'assenza, classificandosi nuovamente secondi con il brano La canzone mononota e vincendo di nuovo il Premio della critica "Mia Martini", nonché il Premio Lunezia per la qualità musical-letteraria e quello per il "Miglior Arrangiamento" e ancora il "Premio della Sala Stampa Radio, Web e TV".
Dal 1993 Elio e compagni sono anche presenti in radio: assieme al deejay Linus conducono, su Radio Deejay, un appuntamento radiofonico settimanale dal titolo Cordialmente.
Il 17 ottobre 2017, durante un'intervista alla trasmissione Le Iene, annunciano lo scioglimento della band dopo 37 anni di attività, in occasione del cosiddetto Concerto definitivo che si è svolto il 19 dicembre al Mediolanum Forum.
Il 15 dicembre 2017 è stata annunciata la loro presenza nel cast del Festival di Sanremo 2018 e a seguire il loro ultimo Tour d'addio nei palazzetti italiani. Ciò nonostante, anche dopo lo scioglimento il gruppo ha saltuariamente registrato alcuni brani e partecipato a programmi televisivi e concerti.
Il 5 aprile 2022, durante la trasmissione radiofonica Chiamate Roma Triuno Triuno in diretta su Radio Deejay e sul sito ufficiale del gruppo, hanno annunciato un nuovo concerto che si è tenuto a Bergamo il 16 luglio 2022, chiamato "Il Concertozzo", il cui ricavato è stato devoluto al Cesvi per aiutare i profughi in fuga dall’Ucraina a seguito dell'Invasione russa dell'Ucraina del 2022.
Il 5 giugno 2023, in diretta a Radio Deejay annunciano la ripresa delle attività come band ed annunciano un tour autunnale nei teatri.

## Storia

### Le origini (1980-1988)

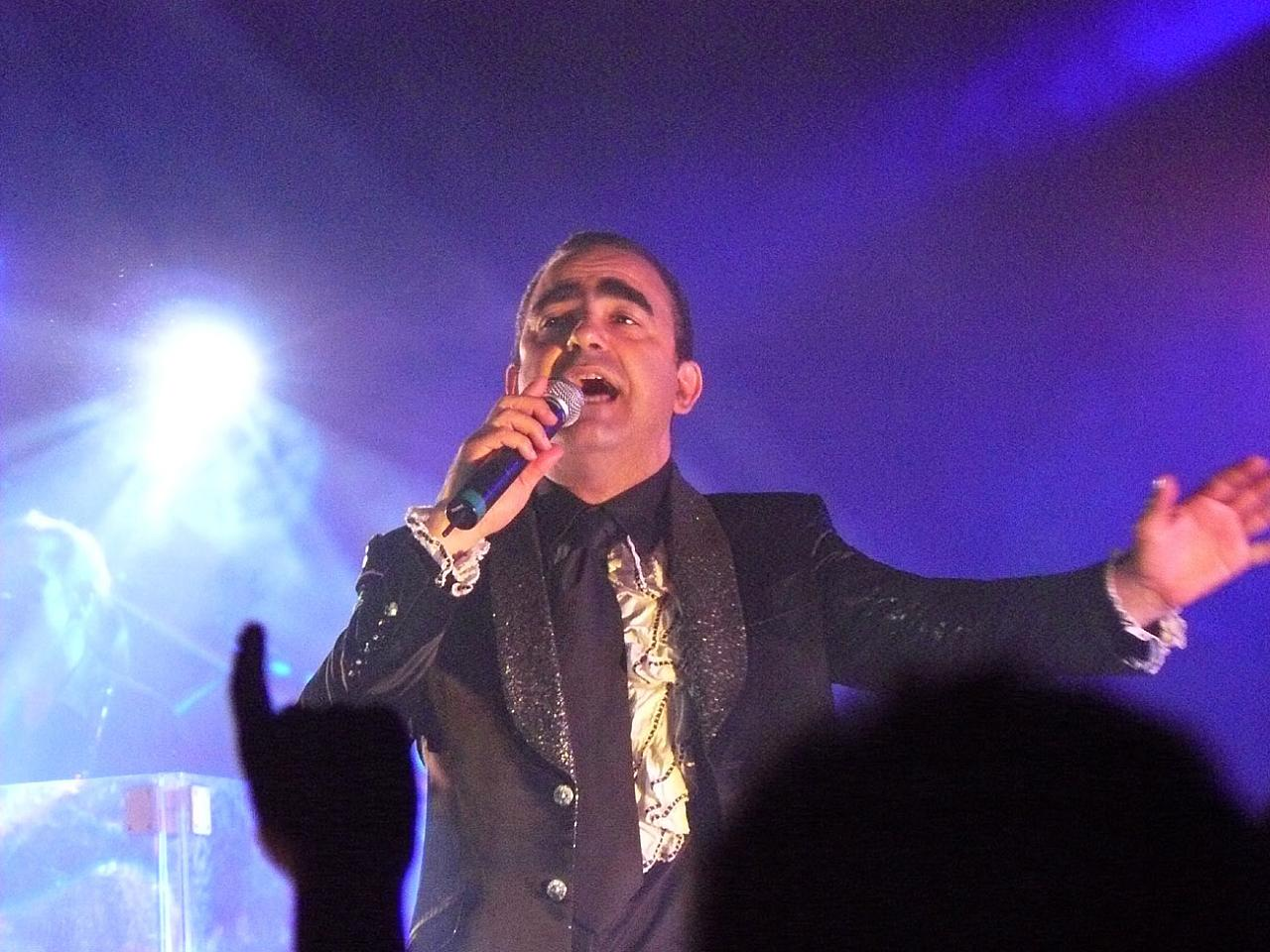
Elio

Il primo nucleo di Elio e le Storie Tese si formò al Liceo Scientifico Einstein di Milano fra il 1975 e il 1980. Nella stessa classe erano iscritti Stefano Belisari, Luca Mangoni e Marco Conforti (fratello di Sergio e futuro manager del gruppo). Stefano Belisari, che studiava flauto traverso al Conservatorio di Milano, compose la sua prima canzone nel 1979 e la chiamò Elio, nome del protagonista della canzone; per questo decise che il suo nome d'arte sarebbe divenuto proprio Elio; l'origine esatta del nome è tuttavia incerta, poiché il cantante ha più volte dichiarato che si terrà questo segreto sino alla morte. Le Storie Tese derivano, invece, dalla frase «c'ho delle storie pese» pronunciata da Freak Antoni nel disco MONO tono degli Skiantos, all'inizio della traccia Eptadone. Nel 2018 Rocco Tanica, in un’intervista con Stefano Bartezzaghi al “Festival del Ridicolo”, affermò che il nome del gruppo proveniva dall'espressione “ho delle storie tese”, spesso utilizzata da un conoscente di Elio, ma in un'intervista del 2024, Elio ha confermato in parte l'ispirazione Skiantos del nome:
La prima formazione esordì in un concerto del luglio 1980 alla festa del CAF San Siro, davanti a un pubblico di una decina di pensionati: Elio alla chitarra e alla voce, "Cortellino" (Paolo Cortellino) al basso e "Zuffellato" (Pier Luigi Zuffellato) alla batteria. Cortellino era entrato nella formazione solo perché era un amico di Elio e sapeva suonare la chitarra, ma non era in grado di diventare il bassista fisso del gruppo, perciò fu sostituito da Fabio Gianvecchio, a cui Elio diede il nome di "Chiosco", e poi da Dario Mazzoli, che venne chiamato "Scaffale"; la batteria passò a "Cosma" (Roberto Sgorbati). Le prove del gruppo si svolgevano nella cantina della casa di famiglia di Cosma.
Nel 1982, Elio decise di far entrare nella formazione del suo complesso il fratello minore del suo compagno di scuola Marco Conforti, Sergio, che studiava il pianoforte. A Sergio fu dato il nome di "Tanica". In quegli anni Cosma fu costretto ad abbandonare il gruppo a causa della chiamata per il servizio militare e fu sostituito dalla drum machine di Tanica. Elio e Tanica iniziarono a comporre brani inediti che col tempo sostituirono le cover dei Ramones e della Steve Miller Band; tra i primi brani composti dal duo, alcuni dei più fortunati furono John Holmes, Cassonetto differenziato per il frutto del peccato, Silos, Pork e Cindy, Urna e Catalogna.
Nel 1983 entrò nel gruppo una delle migliori chitarre rock del panorama milanese, "Cesareo" (Davide Civaschi), il chitarrista degli Urania, che inizialmente doveva solo fare una breve apparizione in un concerto per suonare il lungo assolo di chitarra della canzone Tenia, cover di Maniac, ma poi non uscì più dal gruppo. Elio poté abbandonare la chitarra e concentrarsi sui ruoli di cantante e frontman, di quando in quando esibendosi anche in passaggi col flauto traverso, come nella canzone Sei pelosa sei scontrosa.
Al 1984 risalgono i primi bootleg dei concerti di EelST. Nel 1985, gli Elio e le Storie Tese parteciparono ad un provino per incidere una loro canzone nella compilation Musica Metropolitana, tra le canzoni presentate fu scelta Abbecedario, che divenne il primo brano inciso in studio dagli elii.
Nel 1986 Scaffale fu sostituito da Nicola Fasani, che assunse il nome di "Pranzo", poi "Pasto" (nome che fu cambiato perché, come affermato dal bassista stesso, sembrava una presa in giro di Jaco Pastorius) e infine "Faso". Nel 1986 Tanica lasciò temporaneamente il gruppo per seguire in tour i Righeira con cui aveva già collaborato scrivendo la canzone L'estate sta finendo. In quel periodo entrò a far parte dello staff l'amico "Grussu" (Pierino De Luca), prima in qualità di presentatore e affiancatore nei numeri da avanspettacolo che aprivano i primi concerti e poi nelle vesti di manager tuttofare nel periodo tra il 1986 ed il 1989.
Fra il 1985 e il 1986 Elio e le Storie Tese si esibirono in una serie di storici concerti in locali milanesi come il Magia Music Meeting e lo Zelig. Di questi spettacoli furono realizzate registrazioni pirata su cassetta che ebbero una straordinaria diffusione soprattutto presso gli adolescenti di Milano e del Nord Italia. La frequentazione dello Zelig e dei suoi comici permise al gruppo di sperimentare la contaminazione tra musica e cabaret, tanto da indurli a partecipare al Festival del Cabaret di Loano nel 1986, evento trasmesso nella trasmissione Cabaret per una Notte e probabilmente la loro prima apparizione televisiva, nella quale cantarono il loro brano in inglese non corretto The peak of the mountains, che dieci anni dopo sarà inciso nell'album Eat the Phikis, col titolo Second me, interpretato da James Taylor.
Nel 1987 fu registrata un'altra memorabile esibizione, che circolò in bootleg col nome Live in Borgomanero, la cui scaletta era composta da alcune cover col testo modificato come No Gianni no (Johnny B. Goode), Bidet (Beat It) e Vivi Rocco (We Will Rock You); e alcuni "classici" come John Holmes, Cara ti amo e Alfieri. Proprio grazie alla canzone Vivi Rocco, Tanica assunse il nome di Rocco Tanica, nome in uso tuttora. Nel 1987 fu fatta la seconda incisione in studio degli EelST, nella raccolta Ele.menti, dove furono inserite le canzoni Silos e Pork e Cindy, che saranno poi nuovamente incise negli album Elio Samaga Hukapan Kariyana Turu e Italyan, Rum Casusu Çikti.
Fra il 1987 e il 1988 Elio e le Storie Tese fecero le prime apparizioni in televisione, nelle trasmissioni Lupo solitario (1987) e L'araba fenice (1988). Nel 1988 il gruppo si arricchì di un nuovo elemento: il polistrumentista Paolo Panigada, poi ribattezzato "Mu Fogliash", "Fogliash" e infine "Feiez" (voce, percussioni, sassofono, chitarra). Il 1988 è l'anno dell'ultima registrazione in studio di Elio e le Storie Tese prima di incidere una loro discografia personale, ovvero il brano John Holmes (una vita per il cinema), uno dei maggiori successi del gruppo, contenuto nella raccolta Lupo Solitario. Sempre in quell'anno, una cassettina di un concerto a Bologna finì sulla scrivania di un produttore, Claudio Dentes, poi ribattezzato Otar Bolivecic.

### I primi album (1989-1991)

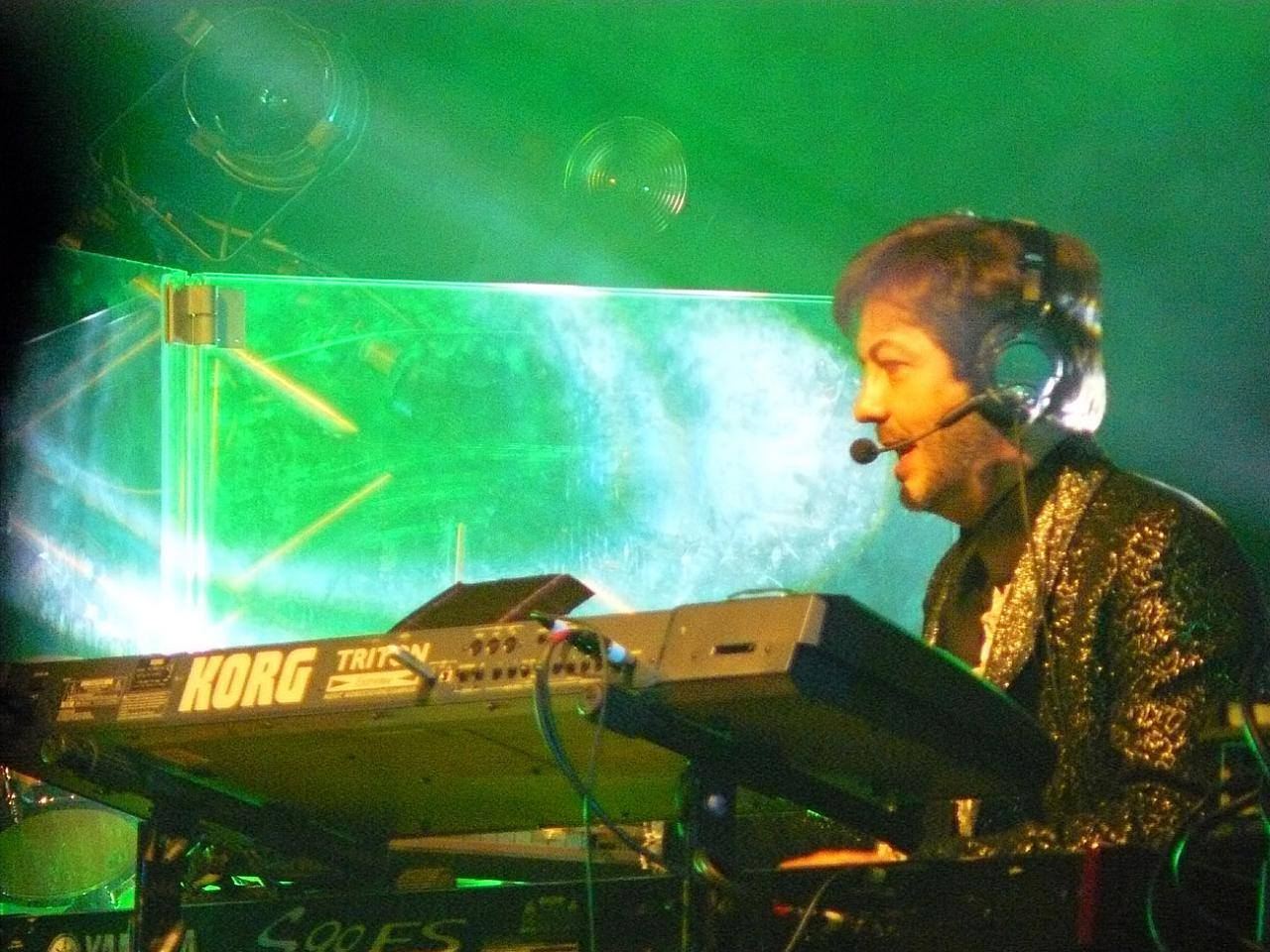
Rocco Tanica

Grazie all'incontro con Otar, il 6 dicembre 1989 Elio e le Storie Tese riuscirono a dare alla luce il primo album Elio Samaga Hukapan Kariyana Turu. Alla batteria suonò per la prima volta Curt Cress, turnista tedesco. L'album comprendeva molti classici del gruppo, già noti al "pubblico delle registrazioni pirata", e fu un successo, tanto da vendere oltre centomila copie appena uscito.
L'incisione stereofonica su CD rivelò per la prima volta a molti fan il notevole livello tecnico delle performance del gruppo. L'album si apre con un dialogo fra i membri della band, con le voci contraffatte da un octaver per sembrare quelle di un gruppo di ragazzini delle medie; espediente attraverso cui introdurre uno dei temi più cari agli EelST, la mitologia e il linguaggio degli adolescenti ("figu", "sbiancata", "tua prinz", "sparaci i deep") ma anche, forse, omaggio all'apertura dell'album MONO tono degli Skiantos, in cui si sente una voce analogamente contraffatta che dice: "ho delle storie, ragazzi, ho delle storie pese" (si noti che storie tese è l'analogo milanese dell'espressione gergale-giovanile storie pese usata altrove, come per l'area bolognese citata dagli Skiantos, e utilizzata per indicare un problema o una situazione di "malessere sociale").
Nella primavera dell'anno successivo (1990), al gruppo si aggiunse in maniera stabile un nuovo elemento, il batterista Christian Meyer, di cittadinanza svizzera, che si esibì durante il cosiddetto "Tour dell'Amore". Quello del 1990 fu il primo tour a livello nazionale, dove Elio e le Storie Tese si posero per la prima volta in relazione con il Festival di Sanremo, suonando durante il loro tour e nel "controfestival" la parodia di buona parte dei brani sanremesi di quella edizione, che si svolse in via eccezionale al Palafiori di Arma di Taggia, invece che al tradizionale Teatro Ariston chiuso per ristrutturazione. Gli Elii si esibirono al vicino Teatro Odeon e tra i brani parodiati i più famosi e meglio riusciti sono Verso l'ignoto e Vattene amore, parodie degli omonimi brani presentati al Festival rispettivamente dalle coppie Marcella-Gianni Bella e Minghi-Mietta. Nella prima delle due parodie la parte "maschile" viene eseguita da Elio e quella "femminile" da Feiez, mentre nella seconda i ruoli si invertono. Due dei brani sanremesi, Ameri (dedicata al telecronista Enrico Ameri, da Gli amori di Toto Cutugno), e Sono Felice (da Sono felice di Milva, dove l'aggettivo diventa nome e allude al ciclista Gimondi), vennero successivamente incisi su disco: da questi esempi fanno spazio le numerose fonti di ispirazione al mondo dello sport. Sempre nello stesso periodo scrissero un'altra parodia, Arriva Clistere, sulla musica di Arriva Cristina di Cristina D'Avena.
Alcuni di questi brani parodistici furono presentati nelle trasmissioni Tam tam village e Banane, pronti per essere incisi su un nuovo album chiamato Tarati per il canto. L'album, però, non poté uscire a causa del mancato consenso degli autori di alcune delle canzoni parodiate. Solo Ron (autore di Sono felice) e Toto Cutugno (autore de Gli amori) diedero successivamente il consenso alla pubblicazione delle parodie dei loro pezzi.
Per lo stesso motivo fu ritirato dal mercato il maxi-single Born to Be Abramo, uscito nell'estate del 1990, (conosciuto anche come SvEliatevi), contenente, oltre a World Class Player (versione in lingua inglese di Giocatore mondiale, con Pierangelo Bertoli) e John Holmes (Shidzu Version), il brano incriminato Born to be Abramo, medley di Resta cu' mme, di Domenico Modugno di Resta con noi Signore la sera, di Esci dalla tua terra, di You make me feel di Sylvester e di Born to Be Alive di Patrick Hernandez. Il brano fu ripubblicato in una nuova veste nel 1997 con l'appoggio e la collaborazione artistica dello stesso Hernandez. L'ennesimo sberleffo lo realizzarono nel Natale dello stesso anno: il gruppo decise di pubblicare un maxi-single natalizio, The Los Sri Lanka Parakramabahu Brothers featuring Elio e le Storie Tese, ma la casa discografica non accettò di venderlo a prezzo ridotto, quindi lo fece passare come un mini-album e lo vendette come tale; in questa ottica il disco non assume la forma di un progetto musicale di senso compiuto e viene definito dagli stessi Elii come "Il disco pacco di Natale".
Fra gli altri avvenimenti di questo anno piuttosto ricco per EelST possiamo ricordare il celebre concerto del 6 ottobre al Teatro dell'Elfo di Milano, in cui il gruppo si esibisce in 12 ore non stop di variazioni sul tema di Ti amo, realizzando un record da Guinness dei primati. Record rimasto imbattuto fino all'8 dicembre 2015, giorno in cui il collettivo Slaps Orchestra ha suonato per 24 ore consecutive senza interruzioni durante una performance a Cosenza.
Nel 1991 gli Elii eseguono una nuova versione di Ti amo al Concerto del Primo Maggio, in diretta tv sulla Rai. Il nuovo testo del brano fu cantato all'insaputa di tutti dopo che gli Elii avevano attaccato il pezzo Cassonetto differenziato per il frutto del peccato: qui si denunciava il malcostume della classe politica, facendo nomi (ad esempio Giulio Andreotti, Remo Gaspari, Francesco Cossiga e Giuseppe Ciarrapico) e citando fatti e, per questo, fu interrotto dai funzionari RAI che intervennero sul palco; l'evento fu in seguito proposto col nome Sabbiature nel CD singolo Pipppero (pron. pippéro) e nell'album Peerla. Qui si può udire la voce del conduttore Vincenzo Mollica costretto a intervenire per mascherare l'incidente, mentre intervista Ricky Gianco. Elio nel frattempo urla "Come Jim Morrison!", riferendosi a un episodio che coinvolse la famosa rockstar che, per altri motivi, fu portata via di peso durante una sua esibizione.

### Ascesa mediatica (1992-1995)

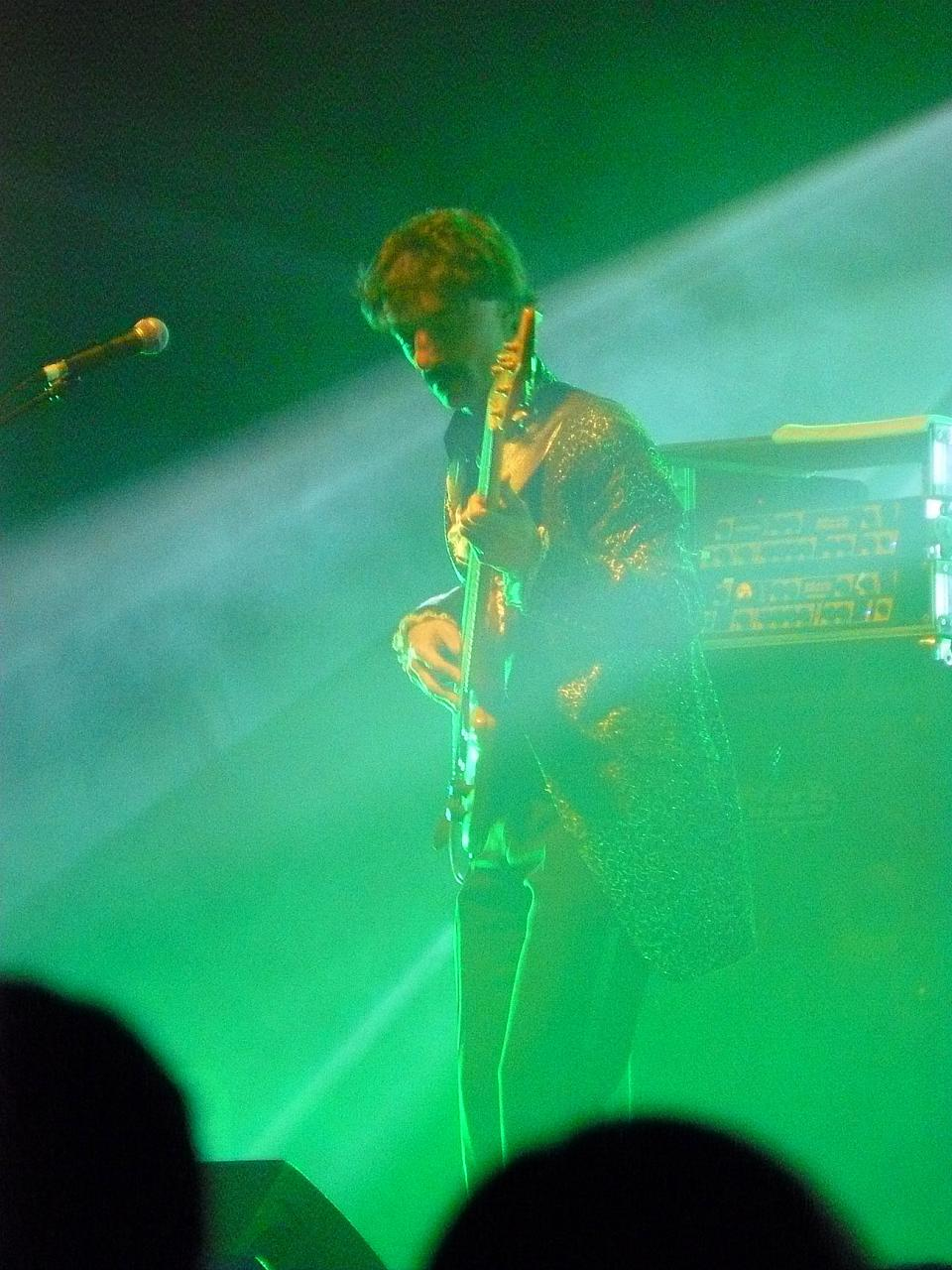
Faso

Nel 1992 il gruppo entrò in una nuova fase, pubblicando il singolo Pipppero® il 6 maggio, che fu proposto frequentemente da tutte le radio principali, e che rimase in cima alla classifica dei singoli più venduti per sei settimane consecutive. Il 12 giugno fu pubblicato l'album Italyan, Rum Casusu Çikti, in cui compare ancora qualche brano dell'epoca "del Magia", insieme a molto materiale nuovo. Il successo di quest'album superò quello dell'album di esordio.
Oltre a Pipppero®, anche Servi della gleba venne frequentemente proposta in radio, e altri brani nuovi come Il vitello dai piedi di balsa o Essere donna oggi divennero rapidamente famosi. Oltre ai numerosi ospiti (tra gli altri Claudio Bisio, Riccardo Fogli, Diego Abatantuono e Enrico Ruggeri), nell'album apparve anche Mangoni, ex compagno di scuola di Elio, architetto e padre di famiglia, che da allora sarebbe diventato al contempo una mascotte e un'icona del gruppo, diventandone una sorta di "membro ad honorem" (pur essendo decisamente stonato), principalmente incaricato di vestire i panni (con la voce nelle incisioni, oppure di persona, e talvolta in costume, sulla scena) dei numerosi personaggi dell'immaginario di Elio (da Supergiovane al narratore della Vendetta del Fantasma Formaggino). A partecipare al progetto, cantando tutta la parte corale di Pipppero, è stato anche il coro folk bulgaro, tutto femminile, Le Mystère des Voix Bulgares, famose anche per aver cantato la sigla del noto telefilm americano/neozelandese Xena - Principessa guerriera.
Del 1992 è anche la videocassetta Chi ha incastrato Elio e le Storie Tese?, una sorta di autobiografia romanzata del gruppo, con interviste e registrazioni da vari concerti. Nello stesso anno i membri del gruppo diedero vita a un progetto musicale parallelo, ispirato all'opera dei Weather Report: la Biba Band.
Nell'ottobre del 1993 fu pubblicato Esco dal mio corpo e ho molta paura (Gli inediti 1979-1986) che nacque dalle richieste dei fan della prima ora che volevano riascoltare brani mai pubblicati e risalenti all'epoca del "Magia". Elio e le Storie Tese li accontentarono eseguendo una sorta di live in studio e mantenendo di proposito gli arrangiamenti "originali" dei loro esordi. Su questo album appare anche Amico uligano, già sigla di Mai dire Gol l'anno precedente. Dal disco fu estratto il singolo Aborto/In te, che conteneva (Gomito a gomito con l') Aborto e In te, cover cantata da Mangoni del brano In te di Nek.
Sempre nel 1993 fu pubblicata una musicassetta promozionale in allegato alla rivista Tutto musica e spettacolo intitolata Not Unpreviously Unreleased'nt, contenente tre brani inediti registrati dal vivo. Il 9 dicembre dello stesso anno iniziò ad andare in onda su Radio Deejay la trasmissione radiofonica Cordialmente senza freni.
Nel 1994 il gruppo proseguì la collaborazione con la Gialappa's, realizzando anche Nessuno allo stadio, sigla del programma Mai dire mondiali, cui fece seguito il relativo single in estate. Parte dell'anno fu poi impegnata in un tour nazionale denominato "Playmobil tour".

Nell'estate del 1995 nacque il Fave Club, il fan club di Elio e le Storie Tese. A fine anno produssero per Radio Deejay, il singolo natalizio Christmas with the Yours, tradizione che sarebbe poi stata rinnovata ogni anno, pubblicato come 'Il complesso misterioso', a sua volta accompagnato dal Cantante misterioso alias Graziano Romani.

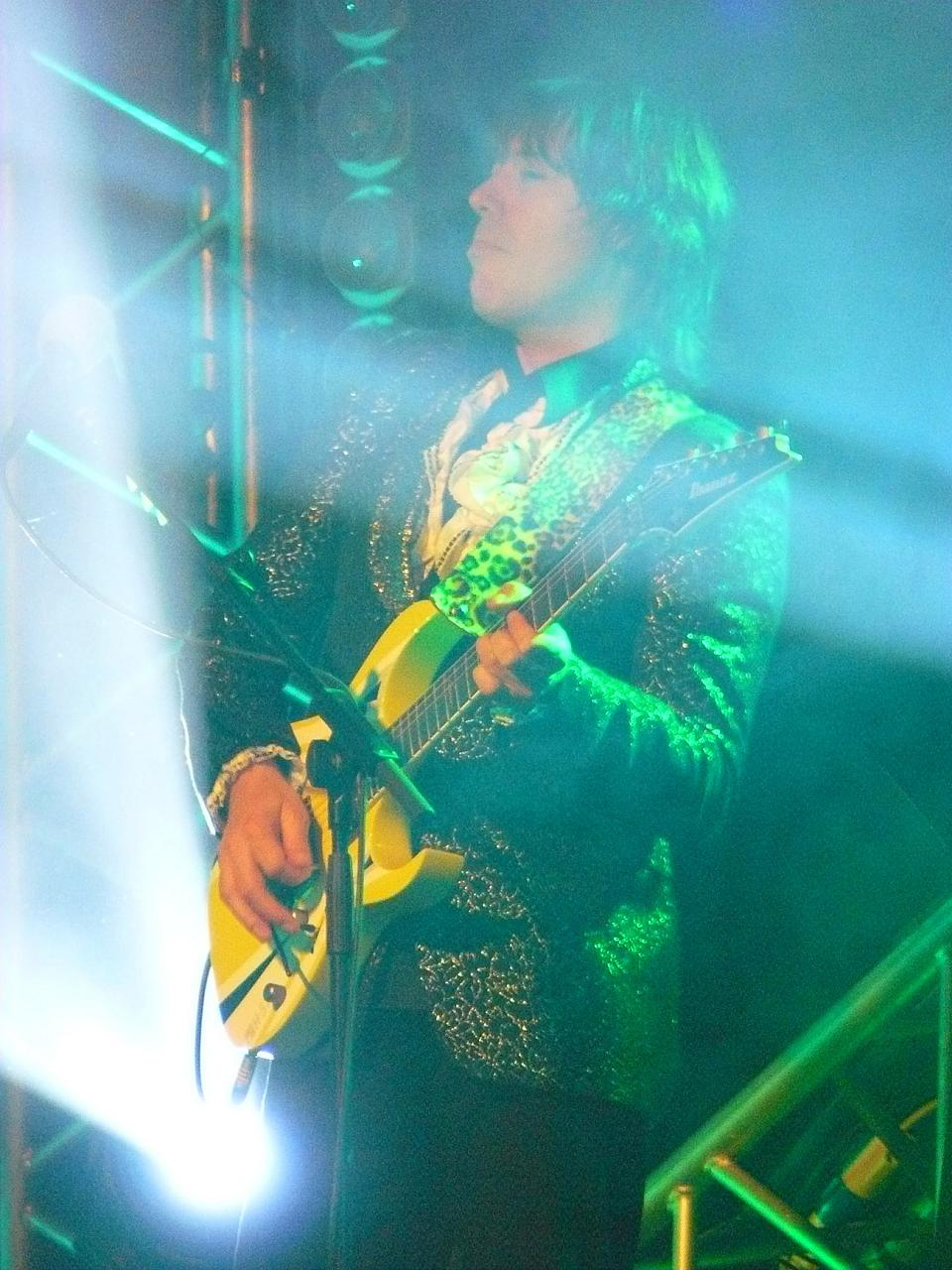
Cesareo

### Sanremo, il grande successo e la morte di Feiez (1996-1998)
Gli Elio e le Storie Tese parteciparono al Festival di Sanremo 1996 con il brano La terra dei cachi, che apparentemente parla dei problemi di mafia, corruzione e sanità presenti in Italia, ma che in realtà può essere letta come una presa in giro delle tipiche canzoni sanremesi. La canzone, decisamente al di fuori dei canoni "sanremesi", riscosse un grande successo di pubblico e di critica, classificandosi al secondo posto e aggiudicandosi il premio della critica "Mia Martini". Ai tempi le loro esibizioni non passarono inosservate:
- Durante la seconda serata Elio apparve con un braccio finto, per poi tirare fuori quello vero da sotto il maglione.[56][57]
- Nella serata in cui i concorrenti del Festival avevano un solo minuto per riproporre un estratto della loro canzone (e tutti avevano optato per eseguire il solo ritornello), gli Elii eseguirono buona parte del proprio brano, accelerandone al massimo il tempo per complessivi 55 secondi.[56]
- Infine, nell'ultima serata si esibirono in abiti da alieni e con la testa rasata colorata di argento (in realtà indossavano tutti delle calotte, tranne Elio, che si era rasato davvero), con un travestimento che richiamava esplicitamente i Rockets.[56]

Dal successo riscontrato, sembrava che il brano potesse vincere realmente la gara, ma la vittoria andò a Vorrei incontrarti fra cent'anni di Ron e Tosca, mentre La terra dei cachi si piazzò, appunto, seconda. Un'indagine dei Carabinieri sull'esito delle votazioni fece sorgere voci secondo cui la canzone del gruppo avrebbe realmente vinto il festival, ma i risultati finali sarebbero stati modificati da Pippo Baudo in persona. Tuttavia, non si verificarono polemiche furibonde o ripercussioni su questo fatto, anche grazie all'atteggiamento ironico adottato dagli Elii; il gruppo, oltretutto, ha nel corso degli anni messo in dubbio la veridicità di tale leggenda metropolitana. Di fatto, gli Elii furono i vincitori "morali" di quell'edizione e ancora oggi quella canzone rimane nella memoria collettiva, così come le particolari esibizioni che la accompagnarono.

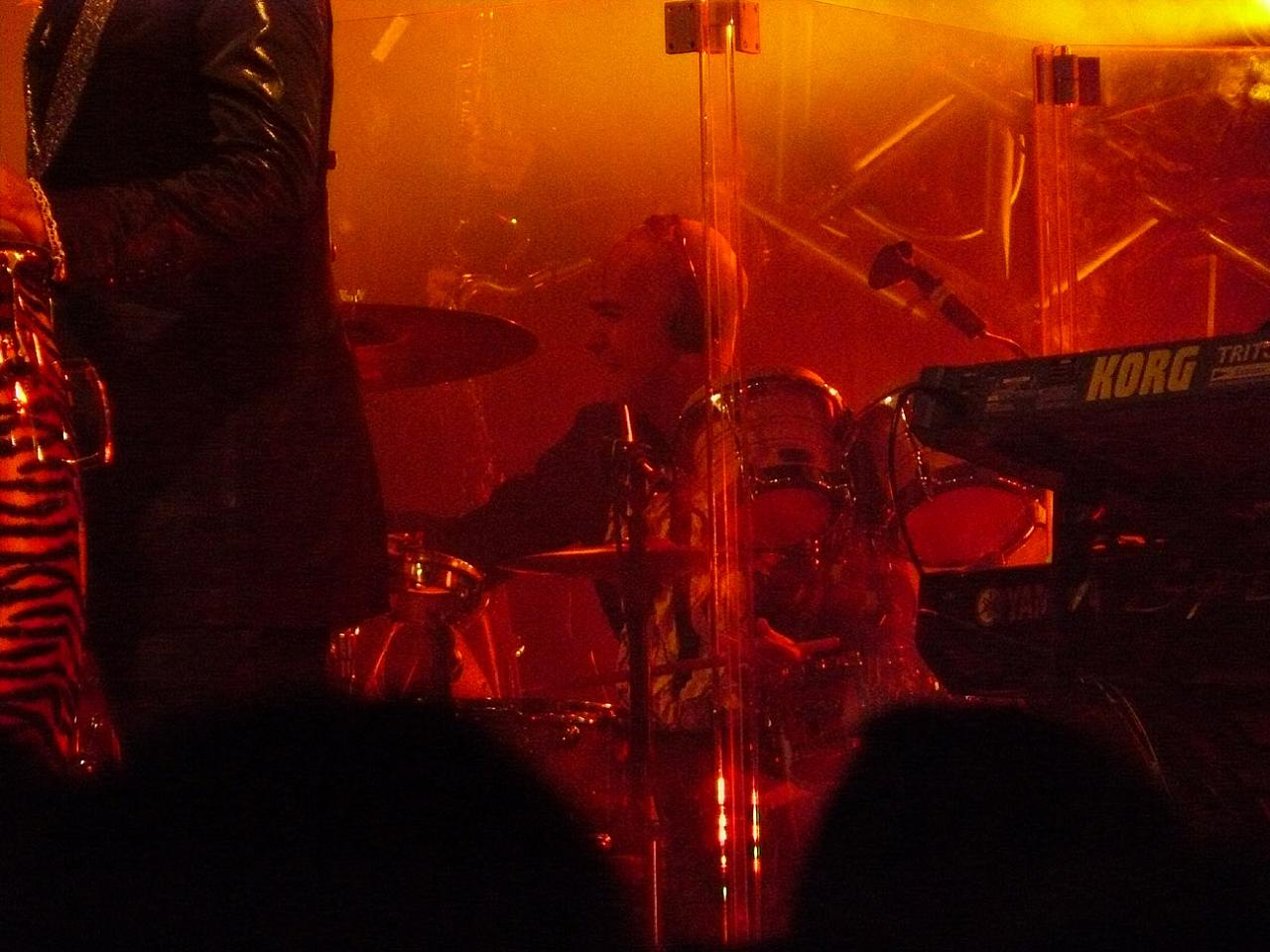
Christian Meyer

Il 28 marzo dello stesso 1996 uscì Eat the Phikis, che vendette più di 200 000 copie, vincendo il Disco di platino. Oltre a La terra dei cachi includeva numerosi altri brani destinati a essere ricordati e suonati a lungo live, quali il celebre Tapparella, Mio cuggino (presentato anche al Festivalbar con il complesso che faceva finta di cantare in playback mimando le parole sbagliate e altro ancora), Burattino senza fichi (basato su una visione apocrifa di Pinocchio che si lamenta di essere asessuato fino a quando Geppetto non lo dota di un apposito «legnetto novità») e Omosessualità in cui venivano imitati personaggi famosi (da Amanda Lear a Stanlio e Ollio). Collaborarono poi con l'Orchestra Casadei per una versione di La terra dei cachi arrangiata con l'inserimento di alcuni strumenti tipici della musica da ballo distribuita con il titolo La terra dei cachi (The Rimini Tapes). I singoli estratti, oltre a La terra dei cachi furono T.V.U.M.D.B./Mio cuggino in un 45 giri solo a scopo promozionale e El Pube, pubblicato in un CD singolo contenente varie versioni del brano regalato ai membri del Fave Club, il loro fan club.
All'uscita di questo album seguirono una nuova partecipazione al concerto del Primo Maggio in Piazza San Giovanni e un altro tour nazionale (Uollano Tour), partito il 16 maggio al PalaEvangelisti di Perugia e che si conclude il 13 ottobre al Mediolanum Forum di Assago. Nell'estate del 1996 i Tenores di Neoneli, già in amicizia con la band, pubblicarono l'album Terra nostra, prodotto da Elio e compagni, in cui fra l'altro compariva una versione in sardo de La terra dei cachi.

Feiez

Nel febbraio del 1997 il porno-attore Rocco Siffredi li chiama a partecipare alla sua produzione più ambiziosa, Rocco e le storie tese. Il gruppo, escluso Feiez, spunta tra le riprese del film (ma non prende parte alle scene hard del film), oltre a firmarne la colonna sonora, suonata da Rocco Tanica in tempo reale durante il montaggio. Nell'ambito porno questo lungometraggio è diventato ormai un cult, sebbene abbia avuto uno scarso successo commerciale. 
Nello stesso anno il gruppo suona nella trasmissione Sonic di MTV, il primo programma della rete musicale ad essere stato prodotto in Italia, con il batterista ospite Maxx Furian e il 31 ottobre viene pubblicata la raccolta Del meglio del nostro meglio Vol. 1, contenente in realtà diversi inediti e classificata come "album" (non dunque come compilation) nella discografia di EelST.
Il 1998 si aprì con un mini tour negli Stati Uniti, nel mese di febbraio, accompagnato dalla pubblicazione dell'album promozionale E.L.I.O. - The Artists Formerly Known As Elio e le Storie Tese, contenente gran parte dei loro successi cantati in inglese, e proseguì con un lungo tour in Italia. Per il mercato nazionale uscì invece Peerla, raccolta di brani inediti realizzati negli anni precedenti, come per esempio sigle di Mai dire Gol come Balla coi Barlafüs (parodia di Time Warp dal Rocky Horror Picture Show) oppure Il concetto di banana (la cui musica sarebbe stata poi ripresa per Lo stato A, lo stato B presente in Eat the Phikis). Peerla conteneva anche Ti amo campionato, canzone suonata per la prima volta dal vivo nell'ultima puntata di Mai dire Gol edizione 1997-1998, per analizzare in modo satirico e umoristico alcuni presunti errori arbitrali commessi nel campionato di Serie A 1997-1998 a favore della Juventus, culminati nel rigore negato a Ronaldo nello scontro diretto con l'Inter. La canzone è ritornata in auge in occasione dello scandalo di Calciopoli del 2006.

Il 23 dicembre del 1998, durante un concerto della Biba Band, moriva tragicamente il sassofonista Feiez, stroncato da un'emorragia cerebrale. Nel commentare l'accaduto, i compagni dichiararono: 

### Dalla morte diFeiezaCicciput(1999-2003)
Negli anni successivi EelST ridussero le loro apparizioni e la loro produzione. Nel 1999 il gruppo acquisì un nuovo elemento, seppure non incluso nella formazione ufficiale: "Jantoman", detto in seguito semplicemente "Uomo"; il suo ruolo è quello di gestire, insieme a Rocco Tanica, tastiere ed equipaggiamenti tecnologici, in particolare nelle esibizioni dal vivo. Nello stesso anno nacque il sito web Elioelestorietese.it, con alcune sezioni dedicate esclusivamente al Fave Club.
Il 14 maggio 1999 fu pubblicato Craccracriccrecr e, nonostante il lutto che li aveva colpiti, il gruppo tornò ad esibirsi in concerto. Il disco venne promosso dal singolo Evviva/La visione, censurato da molte radio per la presenza, nel ritornello del brano, di un continuo riferimento all'organo sessuale femminile. In seguito, fu estratto dall'album il brano Bis. Durante l'estate, il brano Discomusic riscosse un grande successo commerciale, ottenendo numerosissimi passaggi televisivi e radiofonici. In seguito fu estratto anche il singolo La bella canzone di una volta.
Il 12 ottobre 1999 il gruppo partecipò alla trasmissione Night Express, di Italia 1; l'esibizione fu caratterizzata, al termine di ogni brano, da continue contestazioni nei confronti del gruppo. Durante il momento in cui il pubblico viene lasciato libero di porre domande al gruppo, un "provocatore" domandò al gruppo come mai dei sedicenti anticonformisti come loro andassero in giro in Mercedes ed Elio, spazientito, si scagliò contro di lui, scatenando una sorta di rissa che costrinse la conduttrice Tamara Donà a dare la linea alla pubblicità. Nonostante l'assurdità di queste scene e l'evidente combine alla base della stessa (i contestatori erano, in realtà, componenti del fans club), nei giorni successivi i giornali e alcune trasmissioni tv parlarono di quella rissa, credendola vera.
Pochi giorni dopo il gruppo ricevette il premio come Best Italian Act agli European Music Awards di MTV: in quell'occasione, i musicisti decisero di riproporre in mondovisione i principali stereotipi con cui sono rappresentati gli italiani. Salirono sul palco in canottiera e, senza pronunciare nemmeno una parola in inglese, Elio, dopo aver reso un sincero omaggio a Feiez, improvvisò una sorta di sceneggiata napoletana, mentre il resto del gruppo fingeva di farsi i fatti propri. Il 2 dicembre pubblicarono la colonna sonora Tutti gli uomini del deficiente, per l'omonimo film della Gialappa's Band. L'album conteneva, oltre a brani strumentali, anche canzoni inedite e di vecchia origine (Yes I Love You) e vedeva la partecipazione di Lucio Dalla (Psichedelia) e di Raffaella Carrà (Presidance®).
Nello stesso anno il gruppo ha curato l'adattamento italiano dei dialoghi del film Austin Powers - La spia che ci provava.
Nel 2000 sono protagonisti di una miniserie TV, divisa in quattro episodi, andata in onda su Rai Due intitolata Vite Bruciacchiate, per la regia di Carlo Arturo Sigon.
Nell'estate del 2000 uscì il singolo celebrativo degli europei di calcio, La gente vuole il gol. Nel 2001 viene pubblicato The Lugano Tapes, una videocassetta che contiene il meglio dei concerti tenuti a Lugano i giorni 24 e 25 aprile del 2000, svolti all'Auditorium Stelio Molo. Il filmato venne inoltre trasmesso dalla R.S.I. I concerti vedono la partecipazione di Riccardo Fogli (ex-Pooh), Sir Oliver Skardy (dei Pitura Freska) e Ike Willis. Il 30 maggio dello stesso anno fu pubblicato l'album dal vivo Made in Japan - Live at Parco Capello, che raccoglieva incisioni fatte in numerose città d'Italia dal 1996 al 1999 (anche con Feiez).
Nel 2002 Elio scrisse l'inno dell'Inter, sua squadra del cuore, in cui cita la frase di Peppino Prisco "La serie A è nel nostro DNA": la canzone si intitola C'è solo l'Inter ed è cantata da Graziano Romani.
L'album in studio successivo, Cicciput, questa volta co-prodotto dal collaboratore di sempre Max MC Costa, uscì quattro anni dopo il precedente Craccracriccrecr, il 23 maggio 2003. Questo album segnò una sorta di rinascita del gruppo, che entrava in una nuova fase creativa non solo da un punto di vista musicale. Il disco ottenne un grande successo commerciale, grazie ai singoli Shpalman®, al quale ha partecipato anche Max Pezzali, a maggio e Fossi figo con Gianni Morandi a settembre. Il gruppo ricevette anche il premio come miglior videoclip agli Italian Music Award della FIMI. Nell'estate partì il tour promozionale denominato Cicciput Tour.

### I CD Brulé e la nuova stagione live (2004-2007)
Nel 2004, durante il tour di Cicciput, prese forma l'idea del CD Brulé: la prima ora di ogni concerto, registrata e masterizzata in tempo reale dallo staff tecnico di EelST, viene messa in vendita direttamente all'uscita. L'iniziativa era chiamata anche Ho fatto due etti e mezzo, lascio? e portò alla pubblicazione, nel 2004, della raccolta di brani dal vivo: Il meglio di Ho fatto due etti e mezzo, lascio?. Nel 2004 gli EelSt esordirono come scrittori pubblicando Animali spiaccicati e Fiabe centimetropolitane (quest'ultima una raccolta di fiabe surreali firmate dal solo Elio). Nello stesso anno debuttarono anche come attori nel film Natale a Casa Deejay: a Christmas Carol (per la cui colonna sonora hanno realizzato il brano Natale allo zenzero).
Sempre da quell'anno, diventa possibile scaricare dal sito tutta la loro discografia in formato mp3, comprensiva di tutti i CD Brulé pubblicati, previo il pagamento di una quota - abbonamento (trimestrale o annuale) "a forfait". Inoltre, il gruppo ha pubblicato un singolo intitolato Oratorium, dedicato al mondo dell'oratorio, commissionatogli dall'Ufficio di Pastorale Giovanile di Milano. Nel 2005 EelST continuano a muoversi in tour e prosegue l'iniziativa dei CD Brulé (ribattezzata Grazie per la splendida serata e l'anno successivo Qualità oro). L'idea viene ulteriormente ampliata: al concerto di Castellazzo di Bollate (21 luglio) viene messo in vendita all'uscita addirittura il DVD Brulé con il video del concerto; inoltre, viene data la possibilità al pubblico di scaricare a pagamento i concerti su chiavetta USB come alternativa (più economica) all'acquisto del CD Brulé. Come per l'anno precedente viene realizzata una raccolta, Il meglio di Grazie per la splendida serata, contenente una selezione dei brani dal vivo cantati nei CD Brulé del 2005. Nello stesso anno esce Baffo Natale, in collaborazione con Jovanotti.
Il 28 febbraio 2006 Elio e le Storie Tese hanno lanciato (solamente sul web) il singolo Valzer transgenico, spacciandolo come canzone esclusa dal Festival della Canzone Italiana che si tiene in quei giorni a Sanremo, che vede anche una breve partecipazione del rapper Mondo Marcio e la collaborazione di Stefano Bollani e Mauro Negri. Prestano inoltre le loro voci per il doppiaggio italiano del film d'animazione danese Terkel in Trouble (loro gli adattamenti in italiano dei dialoghi, insieme ad Antonello Governale), uscito nell'aprile 2006, di cui riadattano la colonna sonora per la versione italiana: il singolo Banane giganti (pubblicato solo sul web con lo pseudonimo I Los the Peparors) è la prima canzone interamente cantata da Faso. Da notare che I Los the Peparors era un nome già utilizzato in precedenza da EelST (erano un inesistente gruppo americano degli anni quaranta), all'interno della miniserie Vite bruciacchiate, girata nel 1998 durante il loro tour negli USA, ma mandata in onda solo nell'autunno 2000, su Rai 2.
Nell'estate 2006 la band va in tour per 20 date con lo spettacolo-concerto Coèsi se vi pare (a partire dal 28 giugno 2006) con l'attore Claudio Bisio. In particolare, il concerto di Mantova è stato trasmesso su Sky (canali Jimmy e Comedy Central) e ne è stato tratto un DVD. Nello stesso anno è uscita l'autobiografia del gruppo, Vite Bruciacchiate - Ricordi confusi di una carriera discutibile, con interventi di amici e colleghi, presentata nel mese di novembre alla libreria Feltrinelli di Piazza Piemonte a Milano. Nel mese di dicembre esce il singolo Presepio imminente, sponsorizzato da Spizzico.

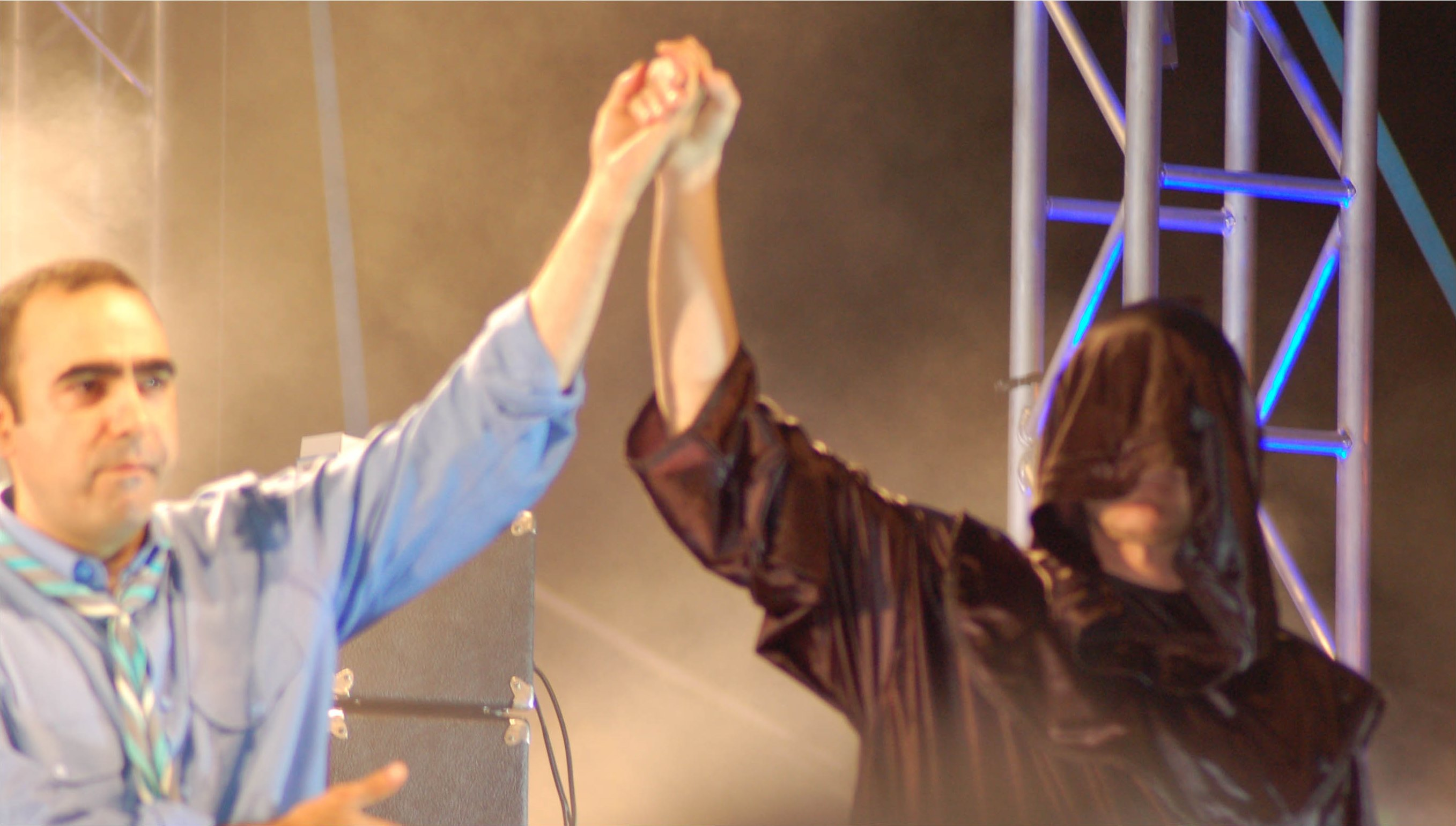
Jantoman apparve incappucciato nel corso del tour Emozioni fortissime.

Il tour estivo 2007, dal quale sono stati ricavati i CD Brulé denominati Emozioni fortissime, vede la presentazione di nuovi brani che sarebbero usciti nel disco in uscita l'anno successivo (Parco Sempione, Indiani, Il congresso delle parti molli). Cambiamento temporaneo nella formazione live: Rocco Tanica, che rimane a Milano a lavorare al disco nuovo, viene sostituito da Vittorio Cosma, sotto lo pseudonimo Clayderman Viganò. Durante questi concerti, Jantoman ha suonato completamente incappucciato e nascosto da un paravento, che lascia solo trasparire la sua sagoma.
Nel settembre 2007 EelST hanno interpretato la nuova pubblicità del Cynar Campari, scrivendo e cantando un ironico motivetto (poi ripreso nel brano Gargaroz, da Studentessi) sul carciofo e sulla tradizione italiana del famoso digestivo. Lo spot è una rivisitazione della celeberrima pubblicità in cui Ernesto Calindri, "contro il logorio della vita moderna", beveva tranquillamente il Cynar seduto ad un tavolo isolato nel traffico cittadino.
Il 16 novembre dello stesso anno è stata pubblicata una raccolta di 3 CD edita dalla Aspirine Music, casa discografica della band fino al 2003, dal titolo The Original Recordings 1990/2003, disapprovata dai musicisti. Tale pubblicazione avrebbe potuto infatti generare confusione con il nuovo album in studio, in cantiere da diverso tempo e che ha visto la luce poco tempo dopo: Studentessi.

### I DVD Brulé
È un'iniziativa ideata per la prima volta in Italia dal gruppo durante il concerto di Castellazzo di Bollate del 21 luglio 2005: la prima ora dell'evento dal vivo viene registrata ed in seguito, grazie ad alcuni masterizzatori in serie, registrata su DVD e quindi venduta agli spettatori (e online sul sito web) immediatamente dopo la fine del concerto.
Il titolo del primo DVD prodotto nel 2005 è Grazie per la splendida serata il secondo Qualità oro è stato registrato il 21 maggio 2006 a Pisa. In occasione del tour estivo Coèsi se vi pare del 2006 con Claudio Bisio sono stati registrati 5 DVD, a Mantova il 13 luglio 2006, a Milano il 28 luglio 2006, a Roma il 18 luglio 2006, a Sesto Fiorentino l'11 luglio 2006, a Torino il 27 luglio 2006.

### Studentessie il Dopofestival (2008)
Il nuovo album viene pubblicato il 20 febbraio 2008, preceduto l'8 febbraio dal singolo Parco Sempione il cui video è diretto da Marcello Macchia (famoso per aver interpretato alcuni personaggi comici come Maccio Capatonda e Mariottide nelle trasmissioni Mai dire lunedì e Mai dire martedì).
Questo brano richiama il disboscamento del bosco di Gioia a Milano, per protestare contro il quale Rocco Tanica ha compiuto un lungo sciopero della fame.
Dal 26 febbraio al 1º marzo conducono il DopoFestival della 58ª edizione del Festival di Sanremo proponendo con tono ironico, tra le altre cose, medley e versioni riarrangiate nel testo o nella musica delle canzoni del Festival, coinvolgendo gli stessi artisti in gara che stanno al gioco, ottenendo un ottimo successo di pubblico e critica, tanto da entrare nella Top Ten dei migliori programmi televisivi del Premio Regia Televisiva 2008, ideato da Daniele Piombi.
Pippo Baudo, che presenziò ad una puntata del Dopofestival (approfittando della pausa del festival a causa di un turno infrasettimanale di campionato), elogiò il gruppo e la sua capacità di essere riuscito a creare una trasmissione divertente e intelligente, senza scadere nella volgarità. Hanno inoltre partecipato come ospiti all'ultima serata del Festival vero e proprio, presentando Largo al Factotum da Il barbiere di Siviglia di Rossini, brano che già da diversi anni viene proposto dal gruppo durante i concerti, scegliendo curiosamente di non proporre alcun brano che potesse promuovere il disco uscito pochi giorni prima (anzi, non ne accennarono minimamente, nemmeno durante il Dopofestival). Come d'abitudine, il gruppo riuscì a profanare il luogo che li ospitava con delle prese in giro più o meno esplicite.
Il gruppo si presentò vestito come i Rondò Veneziano e con un trucco che li invecchiava in modo innaturale, incolpando successivamente Pippo Baudo dei continui sforamenti, che li avevano obbligati ad iniziare il dopofestival sempre più tardi. Ironizzando sulla squalifica di Loredana Bertè, Elio disse che il brano che stavano per suonare era stato squalificato dalla gara in quanto si è scoperto che non era inedito. Alle spalle della band fu proiettata una gigantografia di Mangoni, detto il "grande escluso", poiché nel 1996 Baudo non gli permise di comparire col gruppo. Durante l'esecuzione del brano, Elio ha più volte modificato il nome "Figaro", riuscendo a pronunciare più volte su quel palco, in diretta nazionale e davanti a milioni di persone, la stessa parola che alcune radio censurarono quando uscì Evviva/La visione. Al termine dell'esibizione, Elio, commosso, ha rivolto l'ennesimo saluto a Feiez, ricordando che molti anni prima aveva suonato con loro proprio su quel palco.

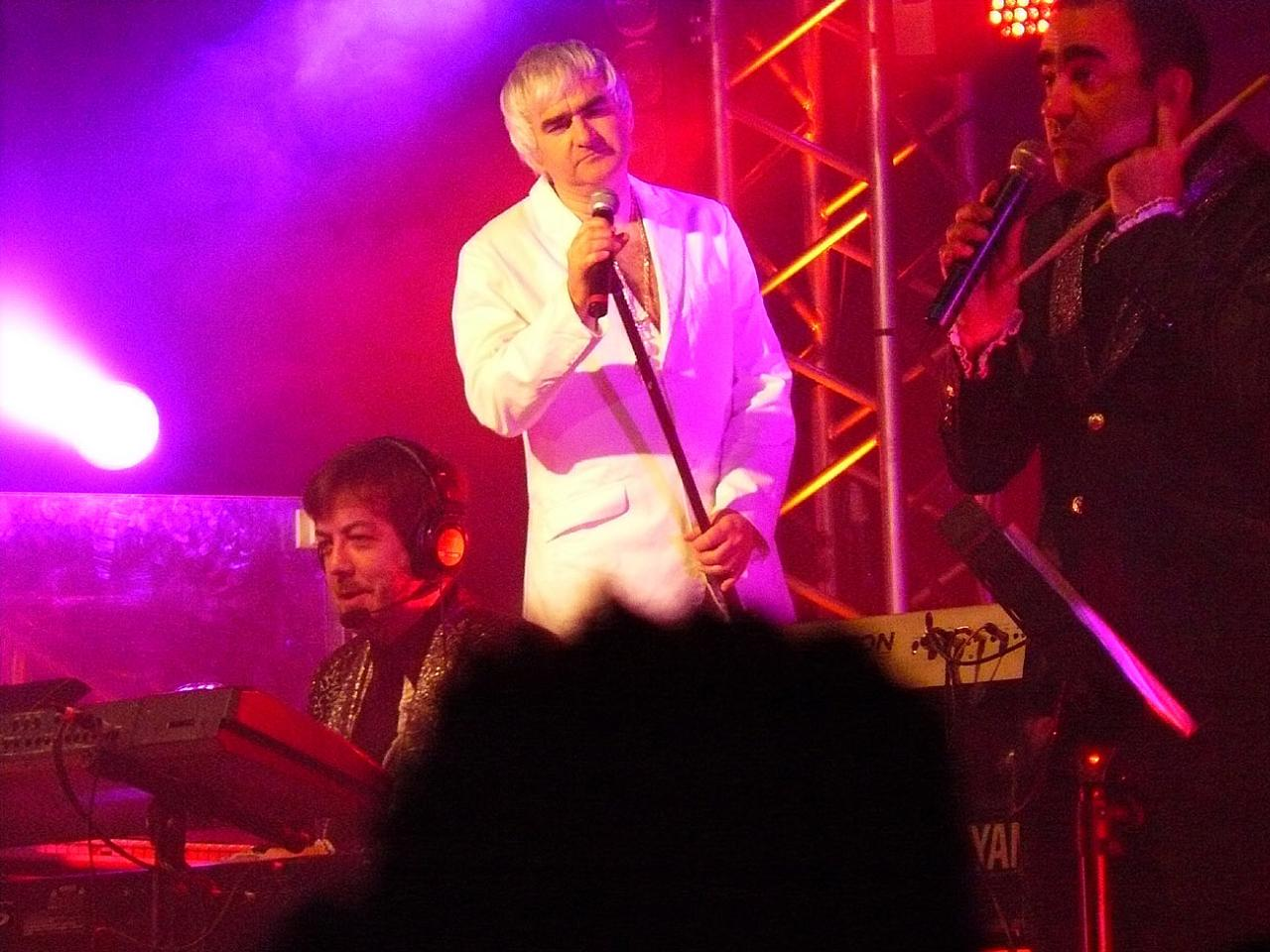
Mangoni

Lo stesso brano Largo al Factotum è stato proposto al Concerto del Primo Maggio 2008 con il testo modificato per denunciare con la loro consueta ironia Giuseppe Ciarrapico, eletto senatore nelle elezioni politiche per la coalizione del Popolo della Libertà; gli Elii hanno voluto gettare un ponte di continuità con la loro canzone denuncia Sabbiature proposta 17 anni prima nella stessa manifestazione romana e per la quale vennero cacciati dal palco. Il gruppo ha inoltre suonato i brani Gargaroz e Parco Sempione, già in scaletta nel tour promozionale dell'album Studentessi in corso nei mesi di aprile e maggio 2008, nel quale hanno proposto canzoni del nuovo album e alcune di quelle realizzate per il DopoFestival, oltre ad alcuni vecchi successi; al tour hanno partecipato la cantante Paola Folli e i fiatisti Daniele Comoglio (sassofono) e Davide Ghidoni (tromba). La formazione è rimasta invariata per il Supermassiccio Tour estivo, iniziato il 20 giugno a Cuneo e preceduto dall'uscita del videoclip Ignudi fra i nudisti, secondo singolo estratto da Studentessi, il 17 giugno, che vede la collaborazione di Giorgia e della Shortcut production (come per il singolo precedente "Parco Sempione").
Il 2 dicembre 2008 Elio e le Storie Tese hanno rifiutato l'invito alla cerimonia per l'assegnazione dell'Ambrogino d'oro, attestato di benemerenza che il Comune di Milano assegna ogni anno a personalità e artisti milanesi segnalati, nel giorno di Sant'Ambrogio, patrono della città. La decisione è motivata in una lettera con il disaccordo per la decisione del comune di non concedere l'Ambrogino alla memoria del giornalista Enzo Biagi e la cittadinanza onoraria al giornalista e scrittore Roberto Saviano.

### Gattinie l'aumento delle partecipazioni televisive (2009-2012)
Nel 2009, in occasione del Festival di Sanremo 2009, si sono riproposti come conduttori del Dopofestival, cosa però che non hanno potuto fare a causa dell'eliminazione del programma da parte del nuovo conduttore e direttore artistico della kermesse Paolo Bonolis. In compenso, il 13 febbraio, durante la trasmissione Parla con me su Rai 3, hanno reinterpretato canzoni che sarebbero state cantate al Festival (cosa ovviamente assurda, dato che nessuno prima del Festival può aver ascoltato le varie canzoni; era chiaro però l'intento umoristico e parodistico dell'esibizione). Due mesi dopo, il 19 aprile, hanno partecipato come ospiti alla puntata finale del talent-show The X Factor (su Rai Due), dove hanno duettato con il gruppo finalista dei The Bastard Sons of Dioniso, riproponendo il loro vecchio successo Uomini col borsello.
In seguito al pesante terremoto che aveva colpito L'Aquila nell'aprile 2009, Elio e le Storie Tese hanno partecipato al progetto di beneficenza Artisti Uniti per l'Abruzzo, eseguendo il brano Domani 21/04.2009 insieme ad altri 55 colleghi italiani. Nell'autunno 2009 hanno composto la sigla del programma radiofonico dell'amico Linus Deejay chiama Italia. Fra il 29 settembre e il 2 ottobre hanno partecipato alla trasmissione Parla con me su Rai Tre come band d'accompagnamento del programma.

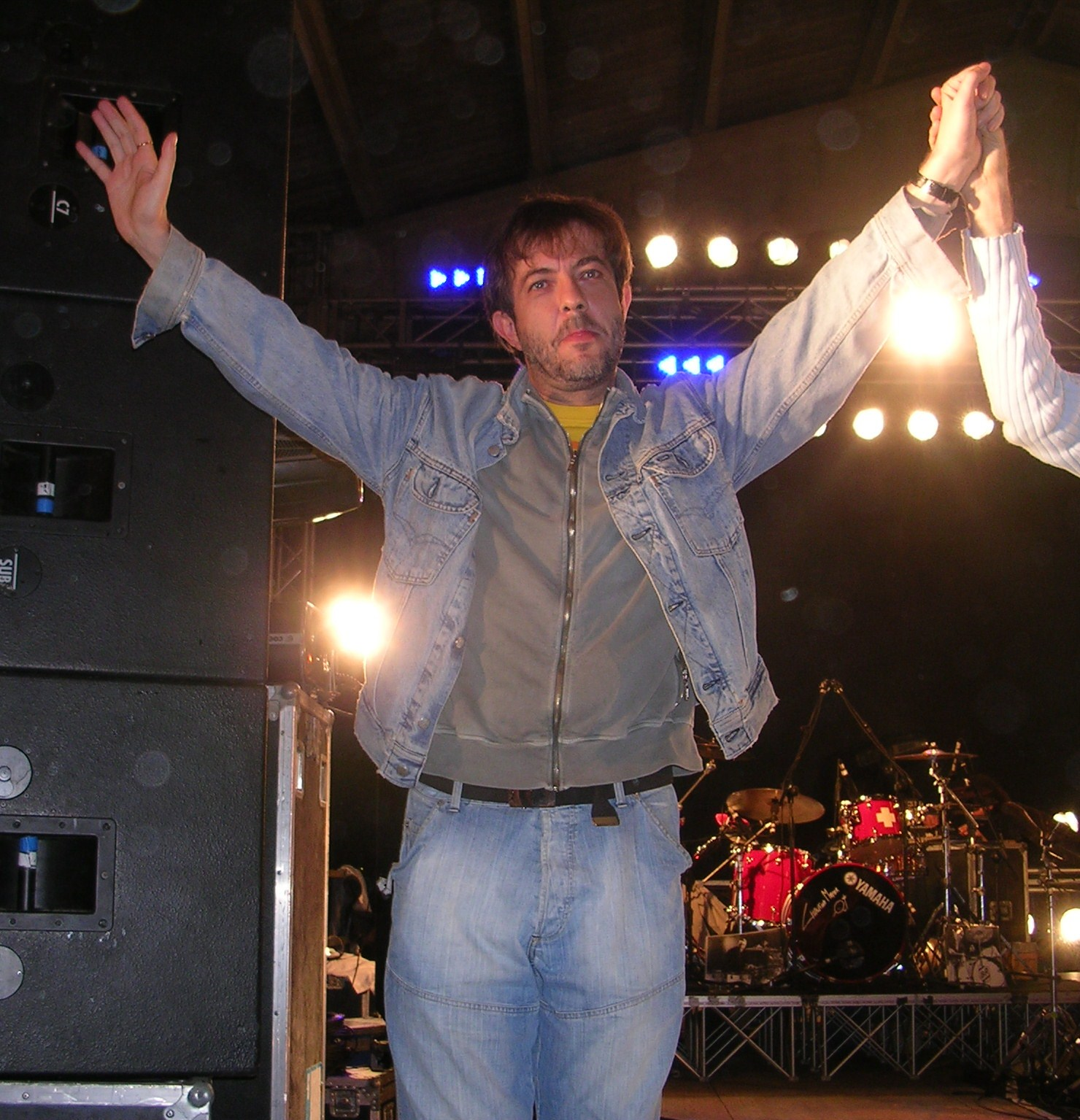
Rocco Tanica

In più occasioni, nel corso del 2009, membri del gruppo hanno dichiarato l'intenzione di pubblicare entro l'anno un album celebrativo, a vent'anni dall'uscita del loro primo lavoro Elio Samaga Hukapan Kariyana Turu. Durante l'estate 2009 il gruppo suona in un solo concerto, dedicandosi in estate perlopiù alla lavorazione del nuovo disco.
Il 2 ottobre esce il singolo Storia di un bellimbusto, trasmesso in anteprima su Radio Deejay il giorno prima. Il 26 ottobre 2009 il gruppo tiene un concerto al Teatro degli Arcimboldi di Milano, con la collaborazione sul palco della Filarmonica Arturo Toscanini, per presentare il nuovo disco Gattini. Per il suo carattere unico, il concerto è stato anche trasmesso in diretta su Sky Primafila, prima volta in Italia per la storia di questa televisione satellitare.
Quattro giorni dopo, il 30 ottobre 2009, esce Gattini, raccolta di successi della band risuonati in chiave da orchestra e scelti proprio secondo il criterio di adattabilità dello spartito ai suoni orchestrali. Per pubblicizzare il disco gli Elii sono apparsi diverse volte in televisione, come nella semifinale di X-Factor e in una puntata di Quelli che il calcio, dove hanno eseguito il loro singolo ‘'Storia di un bellimbusto”. Per la prima ospitata si sono vestiti da Village People mentre nella seconda, imitando ciò che avevano già fatto i Muse nella trasmissione di Simona Ventura, si sono scambiati i ruoli in occasione del playback, con Christian Meyer alla voce, Faso alla batteria, Cesareo al basso, Elio al pianoforte e Rocco Tanica alla chitarra. Il 17 gennaio 2010 è partito a Vicenza il loro nuovo tour, diviso in due tranche: Bellimbusti in Tour (inverno-primavera), e Bellimbusti Balneari (estate-autunno), che si è chiuso con un concerto a Milano il 12 novembre 2010, in occasione di un evento di beneficenza per Telethon.
Dopo il Festival di Sanremo del 2010 il gruppo si è ripresentato a Parla con me, reinterpretando le canzoni che parteciparono alla kermesse: Italia amore mio, cantata dal principe ereditario italiano Emanuele Filiberto di Savoia, il cantante Pupo e il tenore Luca Canonici (seconda classificata) e Per tutte le volte che, canzone vincitrice di quell'edizione, cantata da Valerio Scanu. Anche in questo caso le canzoni-parodia hanno avuto molta visibilità su YouTube. Il 25 marzo sono stati tra i numerosi ospiti della trasmissione Raiperunanotte, condotta da Michele Santoro in favore della libertà di stampa, danneggiata, secondo quest'ultimo, dalla politica del primo ministro Silvio Berlusconi. La band ha continuato la sua collaborazione con Parla con me anche nel 2011; durante una puntata di ottobre del programma, in occasione del caso Ruby, gli Eelst hanno suonato la canzone Bunga Bunga (ispirata all'omonima espressione), sfruttando la musica di Waka Waka di Shakira, che è diventata l'ennesimo tormentone del gruppo in rete, grazie al quale sono stati citati anche dal New York Times. Sempre nel mese di novembre hanno preso parte all'ultima puntata del programma Vieni via con me condotto da Fabio Fazio e Roberto Saviano, in cui hanno cantato La terra dei cachi.
Nel gennaio del 2011 la band è stata nominata "Miglior artista italiano del decennio 2001-2010" in un sondaggio del sito Rockol.
Sempre a cavallo fra 2010 e 2011, la Gazzetta dello Sport ha promosso la distribuzione di una compilation di 12 uscite contenente una gran parte della discografia degli Elio e le Storie Tese, tra cui la rarità Peerla, il DVD dei Lugano Tapes (fino a quel momento presente solo in formato VHS) e quello inedito del concerto a Piangipane 2010.
Nel 2011 hanno cantato Pensiero Stupesce, canzone che si trova nei titoli di coda del film Boris - Il film (uscito il 1º aprile).
In occasione delle elezioni amministrative milanesi, Mangoni si è candidato con la lista di Milly Moratti, a sostegno del candidato di centro-sinistra Giuliano Pisapia. Il gruppo ha sostenuto attivamente Mangoni, che ha ottenuto 1068 preferenze. La campagna politica a sostegno di Pisapia è continuata anche nei quindici giorni prima del ballottaggio, tant'è che venerdì 27 maggio il gruppo ha cantato al concerto di Piazza Duomo, che metteva fine alla stessa campagna.
Il 21 giugno inizia da Villa Arconati (Castellazzo di Bollate) il tour estivo 2011. Nel 2012 il gruppo partecipa al programma The Show Must Go Off di Serena Dandini su LA7, mentre da gennaio 2012 parte il tour Enlarge Your Penis che, in perfetto stile EelST, prende il nome da uno dei più frequenti tormentoni dello spam.
Nel gennaio 2012 il disco Elio Samaga Hukapan Kariyana Turu (nei concerti Elio spiega che il titolo tradotto dall'antica lingua di Ceylon significa "emettiamo il liquido dell'amore e l'aria in eccedenza con Elio") si è classificato quindicesimo nella lista dei migliori dischi italiani di tutti i tempi redatta dalla rivista specializzata Rolling Stone. Nella fine dello stesso anno vincono il referendum promosso dal Meeting delle etichette indipendenti, che li decreta come artisti simbolo della musica indipendente italiana.
L'11 dicembre viene pubblicato il singolo Sta arrivando la fine del mondo.

### La seconda partecipazione al Festival di Sanremo eL'album biango(2013)
Il 13 dicembre 2012 viene annunciata la loro partecipazione al Festival di Sanremo 2013, con i brani Dannati forever e La canzone mononota. Vincono, a pari merito con Malika Ayane, il Premio Lunezia per il migliore testo del Festival (La canzone mononota). Il 13 febbraio 2013 si esibiscono con i due brani sul palco del Teatro Ariston, dove La canzone mononota viene scelta per proseguire nella gara. Il 15 febbraio, durante la serata Sanremo Story, si sono esibiti nel brano Un bacio piccolissimo con la partecipazione di Rocco Siffredi che ha recitato una poesia di Jacques Prévert. Si classificano secondi e vincono il Premio della critica "Mia Martini", quello per il "Miglior Arrangiamento", attribuito dalla Sanremo Festival Orchestra e anche il "Premio della Sala Stampa Radio, Web e Tv". Durante la premiazione Elio fa un commosso ricordo al "Compagno Feiez" membro del gruppo e deceduto nel 1998.
Come nel 1996, le esibizioni al Festival sono state caratterizzate da travestimenti diversi:
- Durante la seconda, terza e quarta serata si sono presentati con protesi sulla testa in modo che sembrassero tutti avere una fronte molto sviluppata in altezza.[15][149]
- Durante la terza serata Elio è apparso con due braccia finte, per poi tirare fuori quelle vere, citando l'esibizione del 1996.[149]
- Durante la quarta serata, quando hanno eseguito Un bacio piccolissimo, si sono travestiti da nani (la metà inferiore delle loro gambe era "nascosta" dentro un cubo posizionato sotto ad ognuno dei membri della band).[148]
- Durante la serata finale si sono presentati come corpulenti emuli di Mr. Creosote, personaggio di Monty Python - Il senso della vita.[150][151]

Il 4 aprile viene annunciata, sul sito, l'uscita del nuovo album della band L'album biango il 7 maggio, anticipato dal singolo Complesso del Primo Maggio, brano interpretato live allo stesso Concerto del Primo Maggio 2013 di Roma.
Il 24 giugno, il gruppo annuncia che per l'imminente Tour Biango Rocco Tanica sarà sostituito alle tastiere da Vittorio Cosma, che già aveva collaborato come voce narrante nei dischi e come attore in alcuni videoclip degli Elio e le Storie Tese. Cosma aveva sostituito Tanica nel tour estivo 2007 Emozioni fortissime, sotto lo pseudonimo di Clayderman Viganò. Il gruppo non ha inizialmente rivelato la reale motivazione di questa sostituzione, preferendo invece dare spiegazioni ironiche e fantasiose. Ad esempio, in un video, viene detto che è stato Rocco Tanica ad essersi dimenticato del tour e ad avere già preso un impegno con sua zia, mentre in un altro è allontanato bruscamente dagli altri membri. Il vero motivo di questa scelta sarebbe stato reso noto dallo stesso Rocco Tanica solo nel 2016, il quale racconta di aver sofferto di una forte depressione.
Dal 6 marzo 2014 ogni giovedì conducono un programma televisivo in onda su Rai Due in seconda serata, chiamato Il Musichione, programma comico-musicale parodia dei varietà televisivi. Alla trasmissione partecipa anche il tastierista Vittorio Cosma che si alterna a Rocco Tanica alle tastiere a seconda delle puntate, oltre ad ospitare in quasi tutte le puntate la storica Signorina Buonasera Nicoletta Orsomando. Quando sono assenti in studio tuttavia compaiono entrambi nelle parti di trasmissione registrate in esterna. Il 25 novembre 2014 esce la raccolta Dei megli dei nostri megli, contenente tre cd e un DVD.

### La terza partecipazione al Festival di Sanremo eFiggatta de Blanc(2016)

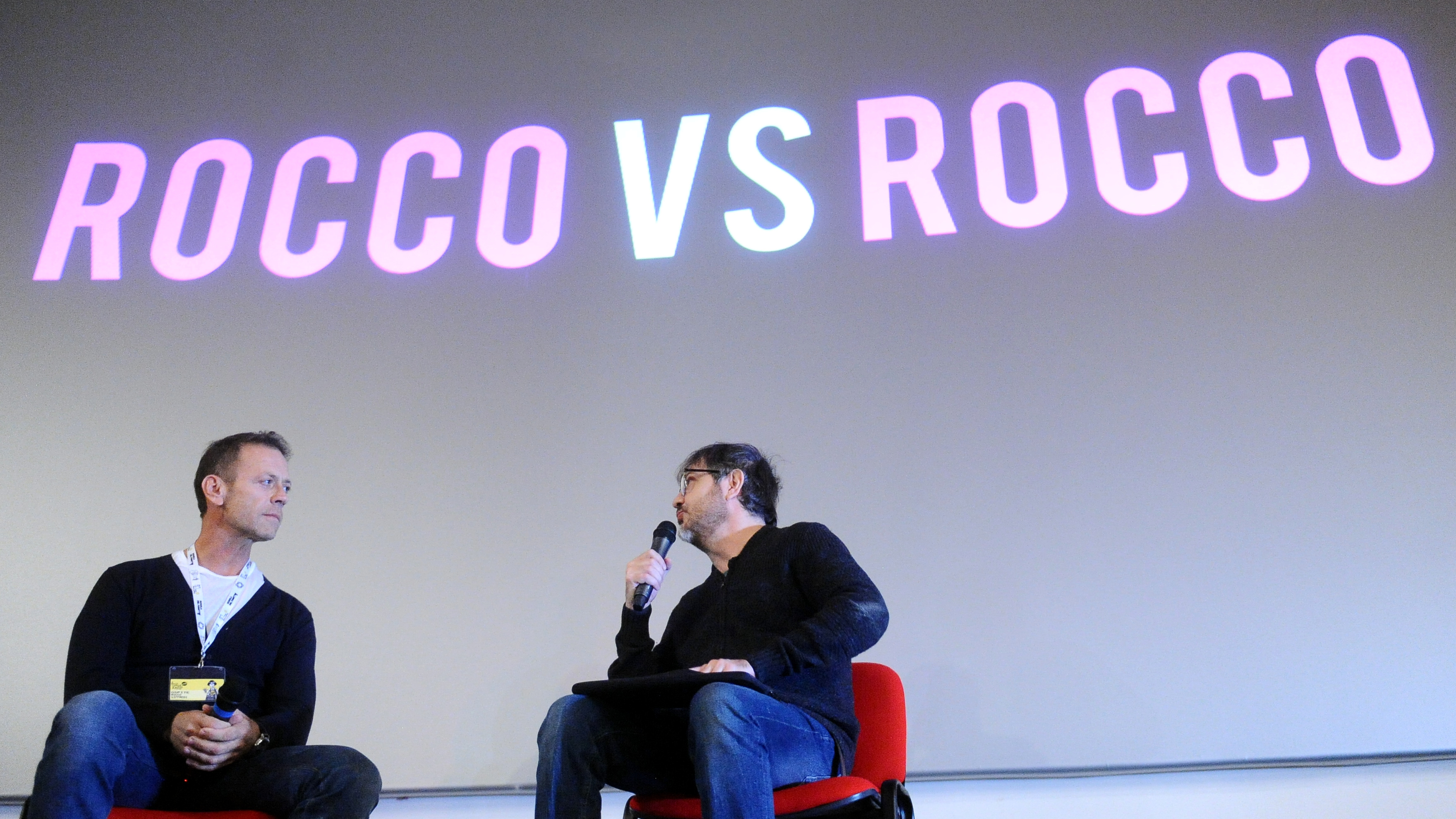
Rocco Siffredi e Rocco Tanica a Lucca Comics & Games 2016

Nel settembre del 2015 esce il singolo Il primo giorno di scuola, accompagnato dalle ristampe con DVD degli album Elio Samaga Hukapan Kariyana Turu; Italyan, Rum Casusu Cikti e Esco dal mio corpo e ho molta paura, realizzati in collaborazione con l'ex cantante dei Primitives Mal. Nello stesso periodo gli Elio e le Storie Tese vengono chiamati per condurre l'Hit Parade di Radio 2.
Il 20 dicembre 2014 il gruppo fa uscire su YouTube un video musicale animato dal fumettista Sio con la canzone Luigi il pugilista, una canzone sulla storia di Luigi che all'età di 7 anni mette gli occhiali e scopre così di avere un talento per la boxe. L'8 settembre 2015 esce sempre su YouTube una collaborazione audio/video ancora con il fumettista Sio nella canzone Il primo giorno di scuola, che parla dei pensieri e la frenesia che il bambino affronta nel suo primo giorno di scuola. A discapito del primo video che raggiunge le 700 000 visualizzazioni, il secondo video raggiunge i 4 milioni di visualizzazioni.
Il 13 dicembre 2015 annunciano la loro terza partecipazione al Festival di Sanremo per l'edizione 2016 con la canzone Vincere l'odio. Si presentarono senza Rocco Tanica, impegnato come addetto stampa per il Festival, con un accordo contrattuale firmato prima che il gruppo fosse ammesso al Festival.
L'11 febbraio 2016, durante la terza serata del festival, eseguono la cover di A Fifth of Beethoven, intitolata Il quinto ripensamento nella loro versione con testo inedito in italiano poi inserita nell'album in versione studio. Nel Dopofestival duettano insieme ad Adrian Belew suonando Elephant Talk dei King Crimson e Heroes di David Bowie.
Si classificano al 12º posto.
Anche qui gli Elio e le Storie Tese nelle serate indossano vari travestimenti:
- la prima esibizione nella seconda serata indossano dei completini rosa;
- nella serata delle cover vestono con abiti anni settanta;
- nella quarta serata si presentano tutti "rifatti";
- l'ultima serata salgono sul palco travestiti da Kiss.

Il 12 febbraio 2016 è uscito il loro decimo album in studio, intitolato Figgatta de Blanc, seguito da una serie di instore nelle librerie Feltrinelli per presentarlo. Ad aprile comincia il Piccoli Energumeni Tour, nei palasport di tutta Italia.
Durante il concerto del 29 aprile 2016 presso il Mediolanum Forum, Rocco Tanica annuncia il suo ritiro dall'attività live del gruppo. L'annuncio arriva pochi giorni dopo un'intervista realizzata dal programma "Storie" dell'emittente svizzera RSI, andata in onda il 24 aprile 2016.Nell'intervista Rocco Tanica rivela che quella decisione fu presa in seguito ad un periodo di profonda depressione, causato dai ritmi stressanti del suonare dal vivo.
Dopo la fine della parte primaverile del tour, Rocco Tanica fu sostituito da Vittorio Cosma nelle esibizioni dal vivo e in gran parte di quelle televisive o, più raramente, da Diego Maggi.

### La quarta partecipazione al Festival di Sanremo 2018 e lo scioglimento temporaneo
Il 17 ottobre 2017, durante un'intervista alla trasmissione Le Iene, annunciano lo scioglimento della band dopo 37 anni di attività, in occasione del cosiddetto Concerto Definitivo che si è svolto il 19 dicembre al Mediolanum Forum.
In seguito però, decidono di posticipare lo scioglimento, annunciando, il 15 dicembre 2017, la loro presenza nel cast del Festival di Sanremo 2018, al quale si sono classificati ultimi con la canzone Arrivedorci, e, alcuni mesi dopo, il loro Tour d'Addio, che ha interessato i palazzetti dal 20 aprile al 29 giugno 2018 concludendosi con la tappa di Barolo nella prima serata del Collisioni Festival. Durante questo tour si aggiunge alla formazione Diego Maggi come terzo tastierista, oltre a Jantoman e all'ormai fisso Vittorio Cosma. Il 14 aprile 2018 partecipano all'edizione italiana del Saturday Night Live, durante la quale Rocco Tanica si riunisce per la prima volta con la band nell'esecuzione di un brano dal vivo; egli si riunisce alla band anche per l'esecuzione di alcuni brani durante l'ultimo concerto a Barolo. 
Nel corso dell'ultimo tour, Elio, Faso e Cesareo concedono un'intervista che sarebbe stata inserita nel docufilm Vinilici. perché il vinile ama la musica (20 novembre 2018), a sottolineare l'importanza della musica, quale forma d'arte, e del suo ascolto. Intanto, il 21 maggio dello stesso anno Elio, Cesareo e Faso iniziano a condurre su Rai Radio 2 il loro nuovo programma radiofonico, I Cittadini.
Anni dopo, Elio avrebbe chiarito che il gruppo non intendeva effettivamente concludere la propria attività musicale, ma solo sospenderla.
L'8 novembre 2018 la pagina Facebook del gruppo annuncia che quella sera il gruppo sarà ospite alla nuova edizione del programma La TV delle ragazze, presentandoli però come Themaschilisti, una tribute band del gruppo il cui nome è un riferimento ai Thegiornalisti.
Il 7 dicembre 2018 il gruppo viene insignito dell'Ambrogino d'oro.
Il 31 dicembre 2018 partecipano al Capodanno di Taranto 2019, onorando così una promessa alla città fatta nel 2013.
Il 4 ottobre 2019 viene pubblicato La partita di Vollèy, inno della Serie A di Pallavolo femminile suonato e composto dal gruppo.
Dal 21 novembre 2019 la band partecipa in più occasioni al programma Stati Generali di Serena Dandini esibendosi sotto pseudonimo. Nel corso del programma Elio e Rocco Tanica si sono anche esibiti in duetti con reinterpretazione di brani storici tra cui la Primavera di Vivaldi.
La band ha annunciato nel 2020 che si sarebbe riunita per un concerto di beneficenza che si sarebbe dovuto tenere a Bergamo nel 2021. Ciò tuttavia non è accaduto e l'evento è stato rimandato al 2022.
Nel 2021 il gruppo partecipa all'album degli Oliver Onions Future Memorabilia, cantando la canzone La la la la lalla (il coro dei pompieri) del duo, in originale dal film ...altrimenti ci arrabbiamo! del 1974.
Il 5 aprile 2022, durante la trasmissione radiofonica Chiamate Roma Triuno Triuno in diretta su Radio Deejay e sul sito ufficiale del gruppo, annunciavano un nuovo concerto che si è tenuto a Bergamo il 16 luglio 2022, chiamato "Il Concertozzo", il cui ricavato è stato devoluto al Cesvi per aiutare i profughi in fuga dall’Ucraina a seguito dell'Invasione russa dell'Ucraina del 2022. Una seconda edizione dell'evento di beneficenza, denominata "Il ritorno del Concertozzo" si è svolta il 2 luglio 2023 a Carpi.

### La reunion (2023)
Il 5 giugno 2023, il gruppo annuncia ufficialmente la ripresa delle esibizioni dal vivo, promuovendo un tour autunnale nei teatri con lo spettacolo Mi resta un solo dente e cerco di riavvitarlo, diretto da Giorgio Gallione. Nel febbraio del 2024, la band ha annunciato la ripresa estiva dello stesso spettacolo, a cui però non parteciperà Christian Meyer.
Il 2 dicembre 2024 annunciano l'uscita di "Natale in trincea", il loro primo singolo dal 2018.

## Stile musicale
Gli Elio e le Storie Tese sono classificati come gruppo pop rock, rock progressivo e rock demenziale, definizione da cui rifuggono per evitare paragoni con gli Skiantos. I testi dei loro brani utilizzano espressioni gergali, umorismo di scuola milanese e nonsense, passando dal calembour a sfondo sessuale e nelle prime fasi al turpiloquio. Tuttavia nei testi sono presenti anche una sottile satira politica e di costume, fino a livelli di surrealismo e decostruzione linguistica che possono, a tratti, ricordare persino l'avanguardia, il futurismo o il dadaismo.
La musica che accompagna i testi è fondata su un eclettismo a tutto campo, che esplora numerosi generi musicali, spesso contaminati tra di loro in maniera inusuale; nonostante queste continue sperimentazioni, il gruppo è riuscito nel corso degli anni ad aumentare la propria popolarità, dando vita a delle vere e proprie Hit (es. Servi della gleba, Pipppero®, Mio cuggino, Tapparella, Shpalman®).
Sebbene la loro musica ruoti principalmente intorno ad una matrice rock (soprattutto nei primi dischi), questa si declina in moltissimi generi, anche non correlati, quali alternative rock, punk rock, heavy metal, rap, hip-hop, funky, reggae, ska, blues, soul, beat, country, latina-americana, jazz, dance anni settanta e musica operistica. Negli arrangiamenti traspare la grande competenza musicale dei componenti (riscontrabile anche nei loro curriculum individuali: dal Rocco Tanica arrangiatore a Elio attore teatrale), che non si circoscrive solo all'aspetto puramente tecnico, ma anche al continuo citazionismo delle canzoni e composizioni più note di ogni tempo.
Il gruppo non tralascia la parodia di specifici autori (per esempio di Elvis Presley in Pilipino Rock e Ignudi fra i nudisti, di Ligabue in Bis, di Jovanotti in La visione). Hanno inoltre inventato un genere, il Gezz (Ti amo, Sabbiature, Ti amo campionato, L'indianata, Noi siamo i giovani (con i blue jeans)), che si basa sull'improvvisazione del testo e non della musica, come nel più noto Jazz.
Sono specialisti nell'inserire nelle loro canzoni frammenti di altri brani più o meno conosciuti, arrivando addirittura a realizzare interi pezzi costituiti da melodie saccheggiate qua e là (Indiani [a caval donando]). Hanno anche inciso composizioni di altri autori suonate al contrario (Ignudi fra i nudisti) e canzoni sempre di altri invariate nella melodia ma con testo modificato, come ad esempio La donna nuda, parodia di I want a new drug di Huey Lewis and the News e Tenia, rifacimento della Maniac di Michael Sembello.
L'originalità del messaggio musicale che nasce da questo miscuglio di generi fa sì che il gruppo risulti difficile da catalogare. La stessa definizione di rock demenziale è considerata riduttiva, in quanto le musiche e i testi sono il risultato di un lavoro di ricerca e sperimentazione paragonabile a quello di altri musicisti d'avanguardia. Elio e le Storie Tese non hanno mai fatto segreto di essersi ampiamente ispirati, nello spirito e nella commistione di generi musicali, a Frank Zappa, anche se la loro esplicita intenzione è quella di creare qualcosa di nuovo e originale, capace di creare interesse ed entusiasmo. Preferiscono una definizione che si sono coniati da soli, ovvero Musica per sognare.
Il giornalista e critico musicale Ernesto Assante li ha definiti la miglior band italiana di tutti i tempi.

## I concerti

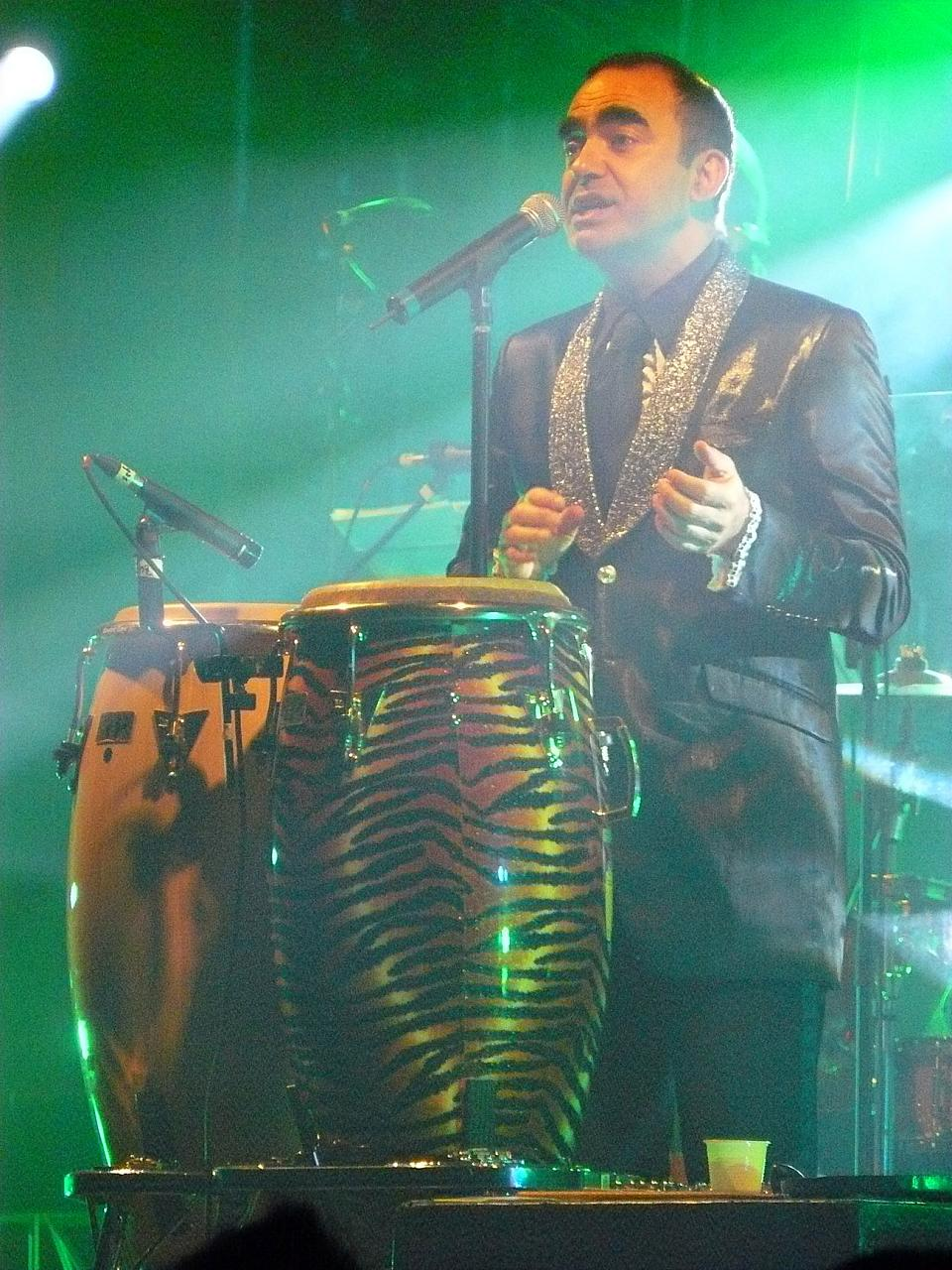
Elio suona le congas in Parco Sempione

Il gruppo, anche quando non pubblicava nuovo materiale, era costantemente in tour per l'Italia. Durante la loro lunga carriera si è creata una folta schiera di fan che li segue costantemente e che ha permesso loro di fare quasi a meno di qualunque tipo di promozione discografica come singoli, videoclip o ospitate televisive. Lo stretto rapporto coi fan ha creato dei momenti che si ripetono ad ogni concerto e che rendono il pubblico, specialmente quello delle prime file dove si sistemano le "fave" e i fan più sfegatati, parte integrante dello show. Il nome stesso della fanzine "Fave" fa riferimento alle Fave di fuca, prodotto erboristico molto pubblicizzato negli anni settanta (ora un "medicinale di automedicazione", e precisamente un lassativo, prodotto dalla Bayer), che viene sbeffeggiato in Supergiovane e in altre canzoni dello stesso album (Italyan, Rum Casusu Çikti).
Un momento tipico di un loro concerto si ha quando compare sul palco Mangoni, solitamente durante il secondo o terzo pezzo: al termine del brano il pubblico inizia ad incitarlo a gran voce come se fosse lui la vera star del concerto, coprendo le parole di Elio che tenta invece di farlo andare via. A quel punto inizia un giochino per cui Elio si mostra infastidito dal pubblico: a volte minaccia di abbandonare il palco, oppure lancia un sondaggio per capire quante persone sono andate al concerto per vedere il gruppo e quanti per Mangoni.
Il pubblico più smaliziato, che ovviamente conosce le dinamiche dello spettacolo, non esita a interrompere Elio durante le presentazioni dei brani urlandogli frasi come "nudo!", "basta parlare" o "vogliamo Mangoni", alle quali Elio reagisce sempre rispondendo in malo modo, soprattutto quando finge di aver perso il filo del discorso per colpa del "disturbatore". Se questo accade durante un concerto gratuito, Elio non esita a far notare al pubblico che, non avendo pagato, non ha il diritto di avanzare alcuna richiesta e che anzi il gruppo in qualunque momento potrebbe decidere di terminare lo spettacolo, "tanto è gratis". Da quando è nata l'idea dei cd brulè, che catturano anche questi momenti, sono molti i fans che tentano di lasciare una traccia nella registrazione del cd di quella sera, anche in questo caso con la ramanzina di Elio che ricorda loro che "hanno rovinato il cd".
Durante la canzone Cara ti amo, nel punto in cui viene cantata la frase "Non è vero", la parola "non" viene prolungata anche per alcuni minuti durante i quali Elio dirige il pubblico con il movimento di mani.
Durante la canzone Bis, quando Elio recita la frase "c'è Paolone che pensa alla fregna", il pubblico si lancia sempre in uno scrosciante applauso per ricordare lo scomparso Feiez. Allo stesso modo, quando viene eseguita la canzone T.V.U.M.D.B., l'assolo di sassofono viene trasmesso in playback, mentre il resto del gruppo smette temporaneamente di suonare.
I concerti terminano quasi sempre con il brano Tapparella, nel quale è presente il celeberrimo coro "Forza Panino!", che, accompagnato dal battito di mani, è un'altra sentita dedica a Feiez oltre ad essere il "richiamo" per i bis. Questo coro, che fa il verso sia ai cori da stadio sia al ritornello di Radio Ga Ga dei Queen, è entrato nell'immaginario collettivo, al punto che non è raro sentirlo anche a concerti di tutt'altro genere, come quelli heavy metal, utilizzato per scacciare la noia solitamente fuori dai palazzetti, oppure nei minuti precedenti lo spettacolo.
Non è raro che, negli spettacoli, Elio si rivolga al pubblico definendolo come una "massa di comunisti": infatti Elio e le Storie Tese si sono auto-proclamati gruppo simbolo dei giovani di Forza Italia, ovviamente con finalità ironiche, in rispetto della par condicio.
Dopo l'abbandono di Rocco Tanica dell'attività dal vivo del gruppo per gravi problemi di depressione, nelle rare occasioni in cui egli si è ripresentato sul palco con il gruppo, l'ha sempre fatto nelle vesti di un imitatore e sosia di se stesso, con vari pseudonimi o con il nome di Sergio, il suo vero nome. Dopo aver suonato, Elio generalmente si complimenta per le capacità esecutive ed imitative del "sosia".
A partire dal 2013, con l'ingresso di Vittorio Cosma nella formazione dal vivo, in ogni concerto il suo personaggio si ritaglia un momento per dichiararsi, "a sorpresa", omosessuale e lamentarsi della discriminazione subita. Ciò suscita sbigottimento da parte pubblico e dal resto della band, chiaramente falso dato che lo sketch si ripete ad ogni data fino allo scioglimento temporaneo del gruppo nel 2018. In alcuni concerti si dichiara compagno dello stesso Rocco Tanica, mentre in altri improvvisa jingle musicali sul tema.

## Formazione

### Membri del gruppo
- Stefano Belisari alias Elio - voce, flauto traverso, chitarra ritmica, basso elettrico, percussioni (dal 1980)
- Sergio Conforti alias Rocco Tanica - tastiere, sintetizzatori, voce, vocoder, drum machine, diamonica (dal 1982)
- Davide Luca Civaschi alias Cesareo - chitarra, voce, basso elettrico (dal 1983)
- Nicola Fasani alias Faso - basso elettrico, voce, batteria, ukulele (dal 1986)
- Christian Meyer - batteria, percussioni (dal 1990)
- Antonello Aguzzi alias Jantoman - tastiera, cori (dal 1999)

I seguenti componenti, pur collaborando assiduamente e continuativamente con il gruppo, non sono inclusi nella formazione ufficiale:
- Vittorio Cosma alias Carmelo - tastiera, cori, chitarra, collaboratore per i "siparietti" comici dei dischi, per il tour estivo 2007 e dal 2013 sostituisce Rocco Tanica durante le esibizioni dal vivo.
- Paola Folli alias Pai Follai - voce, cori, tamburello, maracas. Segue il gruppo nei concerti dal 2008.[178]
- Max MC Costa - ingegnere del suono; tastiere, programmazioni.
- Diego Maggi - tastiera, cori. Sostituisce Rocco Tanica (e quindi Vittorio Cosma) in alcune date dal vivo o si aggiunge come terza tastiera.
- Luca Mangoni - coreografie, voce e cori.
- Riccardo Marchese - batteria, percussioni (dal 2024).
- Paolo Rubboli - batteria, percussioni (dal 2024).

### Ex componenti
- Paolo Panigada alias Feiez - voce, sassofono, percussioni, basso elettrico, chitarra, tastiere
- Paolo Cortellino - basso
- Fabio Gianvecchio alias Chiosco - basso
- Dario Mazzoli alias Scaffale - basso
- Pier Luigi Zuffellato - batteria
- Roberto Sgorbati alias Cosma - batteria

## Discografia

### Album in studio
- 1989 – Elio Samaga Hukapan Kariyana Turu
- 1992 – Italyan, Rum Casusu Çikti
- 1993 – Esco dal mio corpo e ho molta paura (Gli inediti 1979-1986)
- 1996 – Eat the Phikis
- 1998 – Peerla
- 1999 – Craccracriccrecr
- 2003 – Cicciput
- 2008 – Studentessi
- 2013 – L'album biango
- 2016 – Figgatta de Blanc

## Filmografia

### Attori

#### Cinema
- Rocco e le storie tese, regia di Rocco Siffredi (1997)
- Natale a casa Deejay, regia di Lorenzo Bassano (2004)
- Capitan Basilico, regia di Massimo Morini (2008)
- Ritmo sbilenco - Un filmino su Elio e Le Storie Tese, regia di Mattia Colombo (2016) - documentario

#### Televisione
- Vite bruciacchiate - miniserie TV (2000)
- InvaXön - Alieni nello spazio - serie TV (2007)

### Colonne sonore

#### Cinema
- Tutti gli uomini del deficiente, regia di Paolo Costella (1999)
- Boris - Il film, regia di Giacomo Ciarrapico, Mattia Torre e Luca Vendruscolo (2011), con la canzone Pensiero Stupesce

#### Televisione
- Boris - serie TV (2007-2010, 2022), autori della sigla Gli occhi del cuore (Effetto Memoria) e Gli occhi del cuore, una storia nuova

### Doppiaggio
- Adattamento e dialoghi italiani per Austin Powers - La spia che ci provava
- Doppiaggio di alcuni personaggi del film di animazione Terkel in Trouble

## Programmi televisivi
- Lupo solitario (Italia 1, 1987)
- L'araba fenice (Italia 1, 1988)
- Mai dire Gol (Italia 1, 1992-1996)
- Mai dire Mondiali (Italia 1, 1994)
- Mai dire Gol 2001 (Italia 1, 2001)
- DopeFestival 2008 (Rai 1, 2008)
- Parla con me (Rai 3, 2009-2011)
- The Show Must Go Off (LA7, 2012)
- Il Musichione (Rai 2, 2014)
- Stati generali (Rai 3, 2019) (sotto vari pseudonimi)

## Radio
- Cordialmente (Radio Deejay, dal 1993)
- Hit Parade (Rai Radio 2, 6 puntate tra il 2015 e il 2016)